# 潛艇
，簡稱，是能夠在水下运行的舰艇。潜艇的种类繁多，形制各异，小到全自动或一两人操作、作業时间数小时的小型民用潜水探测器，大至可裝載数百人、連續潛航3-6个月的俄罗斯台风级核潜艇。按體積可分为大型（主要为军用）、中型或小型（袖珍潜艇、潜水器）和水下自动机械装置等。由於潛伏於海中而難以探測的特性，潛艇也是較早期就有的匿蹤載具。

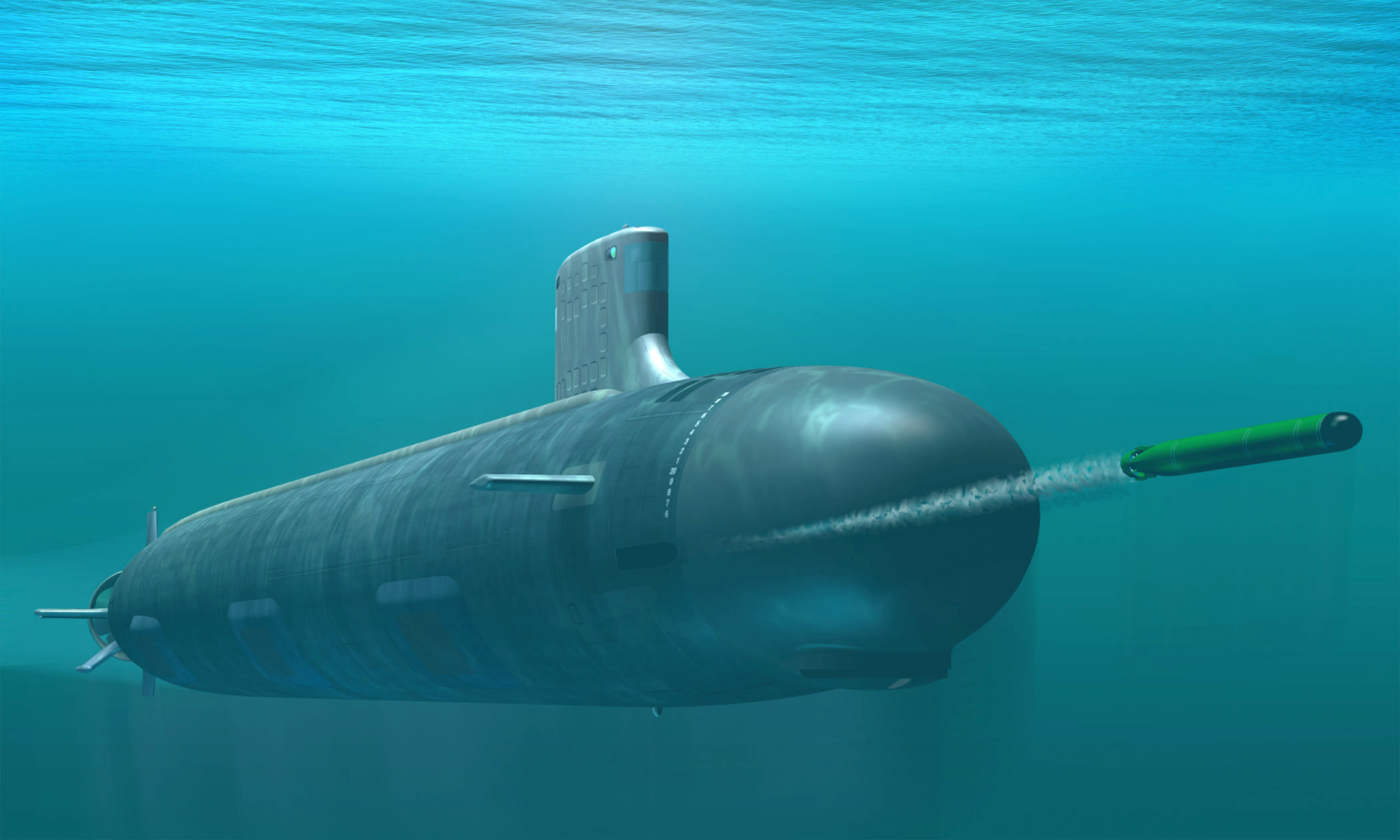
美國海軍维吉尼亚級核動力攻擊潛艦

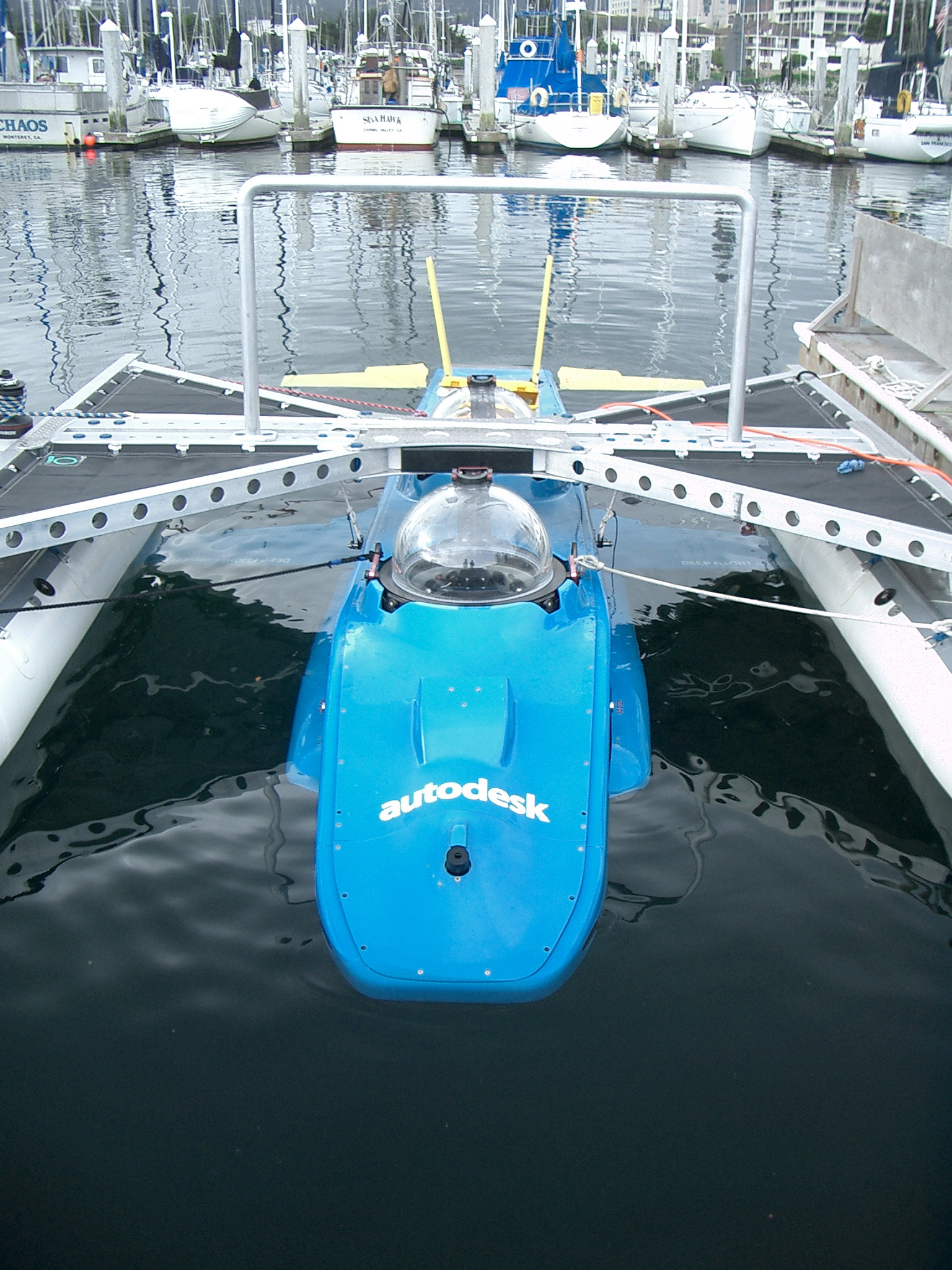
蒙特里杰克港中的科研潜水器

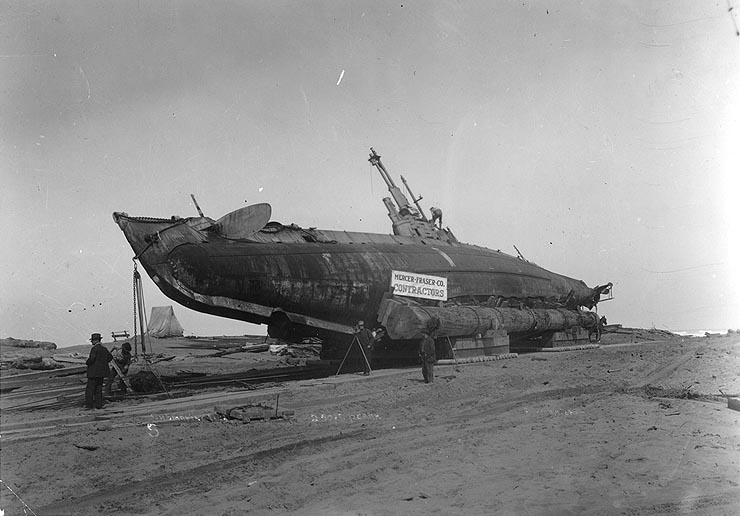
1917年的美國潜水艇

大型潛艇多為圆柱形，船中部通常設立一个垂直结构（帆罩），早期称为“指挥塔”，帆罩多具有平直的矩形截面，早期多为阶梯形，內有通讯、感应器、潜望镜和控制设备等。
自第一次世界大战后，潛艇得到广泛運用，擔任许多大国海军的重要裝備，其功能包括攻击敌人军舰或潜艇、近岸保护、突破封锁、侦察和掩饰特种部队行動等。潜艇也常用于非軍事用途，如海洋科学研究、抢救财物、勘探开采、科学侦测、维护设备、搜索援救、海底电缆维修、毒品走私、水下旅游观光、学术调查等，超级富豪甚至運用潛艇作為海下移动豪宅。
多數潛艇被認為是一种戰略武器（尤其是中大型的彈道飛彈潛艇與巡弋飛彈潛艇），在裁軍或擴軍談判中有舉足輕重的地位。研發潛艇需要高度和全面的工业能力，目前只有少数国家能够自行设计和生产軍用級潛艇。

## 發展歷史

### 早期历史
潛艇最早可追溯到15－16世紀的李奧纳多·达芬奇。据说他曾構思“可以水下航行的船”，但這種能力向來被視为“邪恶的”，所以他沒有画出设计图。直至一战前夕，潛艇仍被當成“非绅士风度”的武器，其被俘艇员可能被以海盗论处。
16世纪，真實意义的潛艇出現。1578年，英國数学家威廉·伯恩著書《發明與設計》描述潛艇。1620年，首艘有文字紀載的“可以潜水的船只”（submerible vehicles）由荷兰裔英国人克尼利厄斯·雅布斯纵·戴博尔建成，主要即依據前者的設計，推进力由人力操作的橹产生。但有人认为那只是“缚在水面船隻下方的一个铃铛状东西”，根本不能算潛艇，它有两种改良型于1620年和1624年在泰晤士河上进行了实验。2002年，英国广播公司播出的电视节目“Building the Impossible”中，马可‧爱德华兹公司根据當年的設計圖建成了一艘可搭載兩人的戴博尔型潛艇，并成功潛航於伊顿的多尼湖。
“可潜水船只”能夠探索水下世界，但其军事价值很快就被發掘。1648年，切斯特主教约翰·维尔金斯著書《数学魔法》（Mathematical Magic）指出潛艇在军事战略上的优势：
1. 私密性：前往世界任何海岸附近，并且不被發现或被制。
2. 安全性：海盗和劫匪无法抢劫水下船只；无常潮汐和强烈风雨无法影响海面下25-30英尺（5-6 paces[5]）；冰和霜冻也无法危及潜艇乘員，即便在南北极海域。
3. 有效抵抗敌人海军，破坏和击沉水面船只。
4. 支援被水环绕或接近水的地方，无声无息运送补给品。
5. 本身作為有益的水下试验场所。

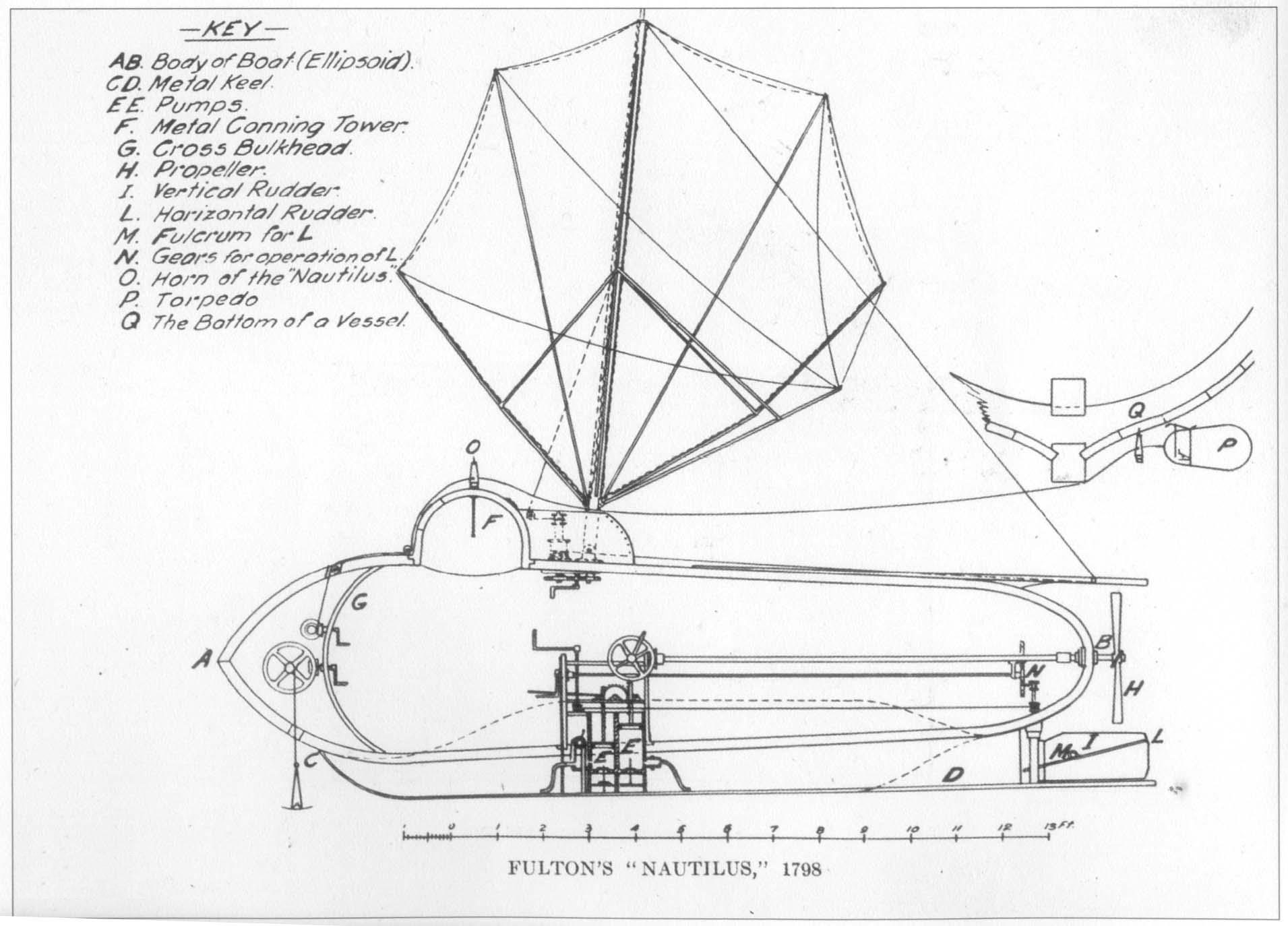
1800年的鹦鹉螺号潜艇 (1800年)

史上第一艘用于军事的潛艇出現於美國獨立戰爭。美國耶魯大學的大衛·布希奈爾建成海龜號，內部僅容納一人操作方向舵和螺旋槳。1776年，海龜號企圖攻擊英國皇家海軍老鷹號（HMS Eagle），但失敗。史上第一艘成功炸沉敵艦的潛艇在美國南北戰爭。何瑞斯·勞昇·漢利建成漢利號潛艇，乘員八人，手搖柄驅動。其前端外伸一个炸藥包，碰触敌舰即爆炸。1864年2月17日晚上9时许，它成功炸沉北方聯邦的豪薩托尼克號（USS Housatonic）護衛艦，但自己卻也因爆炸产生的漩涡而沉没。
此前的1863年，法国首先以儲放压缩空气的方式取代人力，建成第一艘非人力驱动潜艇“潛水者號”。1879年，英国牧师喬治·加勒特建成“復活號”，长約15米，中間圆柱形，两端圆锥形。其航行水面用蒸汽推进，潛水用锅炉中的剩余蒸汽，是第一艘热机驱动的潜艇。
19世纪80年代，潜艇技術日益進步，各国逐渐认识其重要性。美国、英国、法国、瑞典、義大利、德国和俄国等都热衷於研發。1878年，英裔美国人約翰·菲利普·霍蘭投入此項工作。1900年4月，美国政府购买其研制的潜艇霍蘭號，并编入美国海军。從此，潜艇正式成为一种海军舰艇。1898年，法国人马克西姆·劳伯夫首創以双壳体结构建成“一角鲸号”，儲存压舱水在两層船壳之间，优点是浮力大增。這后来成为苏俄潜艇的一種类型。

### 第一次世界大战

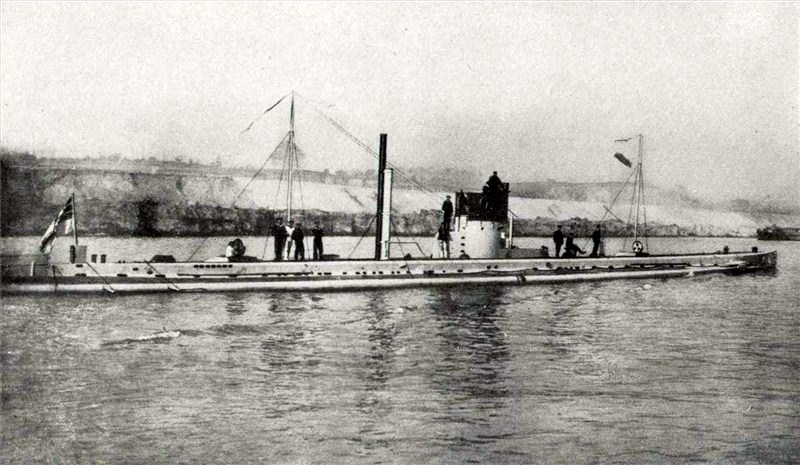
一战时期的德国U-9潜艇

第一次世界大戰期間，潜艇的活動範圍从近岸发展到远洋。英国和德国的潜艇戰略不同。英國主要用以封锁敌方港口，但受限於技术而並未成功。德國则進行無限制潛艇战，企圖通过破壞壓制英國海運路線再逼之談和。但英国不斷改善护航措施，以及美国驱逐舰大量加入护航，德国潜艇於战争后期即很难得手，承受嚴重损失而失敗。
1850年，德國開始建造潛艇，由其發明家威爾亨·鮑爾（Wilhelm Bauer）主持（1822年12月23日生，1875年6月20日卒）。1890年，諾登費爾特設計W1與W2潛艇。1904年，基爾的克魯勃造船廠建成並售予俄羅斯。1905年，德國建成自己的「卡普號」（"Karp"），此乃是U-1級潛艇。它是双壳体结构，動力為科庭式煤油引擎，僅有一具魚雷發射管。下一艘為U-2級，體積已大了一半，發射管兩具。1912年、1913年間，柴油引擎開始裝在U-19級。一戰開打時，德國共有潛艇13級48艘，當中29艘服役，其餘建造中。
1914年9月，德国潜艇伏击英国补给舰队於航往奥斯滕德港途中。1914年9月22日，著名的奧托·魏迪根（Otto Weddigen）艦長指揮一艘U-9在一小時內，以僅有的六枚魚雷擊沉三艘克雷西級裝甲巡洋艦（排水量在12000噸左右）——克雷西號（HMS Cressy）、阿布基爾號（HMS Aboukir）和霍格號（HMS Hogue）。英國損失戰艦達36000噸，水兵1459人。23天後，他再击沉愛德加級（Edgar-class）巡洋艦老鷹號（HMS Hawke），排水量7770吨。
一戰的四年間，德國U型潛艇共擊沉協約國船艦數百萬噸，戰績十分驚人。

### 第二次世界大战

#### 德国

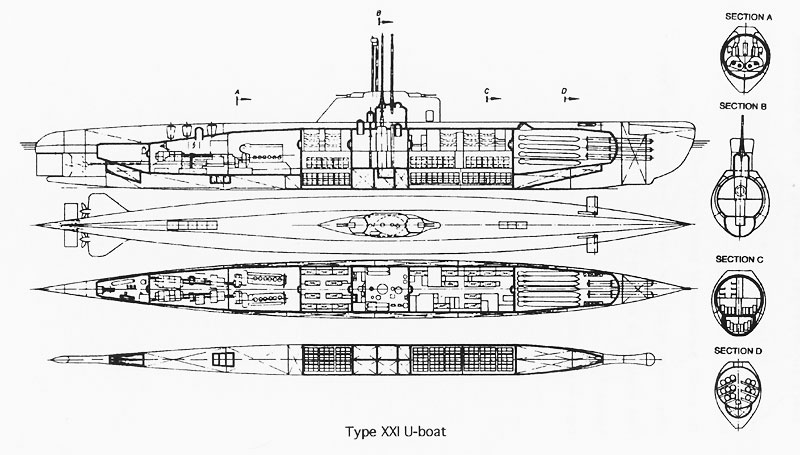
二战时期，德国U-XXI型潜艇简图

凡尔赛条约制定了威瑪國家海軍的噸位總上限與持有艦種限制，潛艦在凡爾賽條約的不允許持有清單中。德國為了保存船艦設計知識，在荷蘭開設了掩護機構－船舶建設工程局，為國外繼續設計凡爾賽條約所不允許設計的艦艇。第一次世界大戰的潛艦戰經驗也被完整傳承，優秀的海軍軍官也持續改良潛艦戰術，這讓納粹德國海軍在第二次世界大战爆發前不只有一批潛艦，還有一群熟習潛艦作戰的人材庫。這使後來納粹德國海軍得以擴張成大规模、高水準的潛艦部隊。納粹德國撕毀凡爾賽條約，擴建海軍的Z計劃是從1935年才定案啟動，無法在短時間創建出一支和英國皇家海軍全面對抗還可取勝的大型海軍，Z計畫也規劃了潛艦量產，因此潛艦重新回到德國造船廠的預定生產清單中，從1935年後進入納粹海軍戰鬥序列。德國在1939年開戰後，支持大型水面艦計畫的埃里希·雷德爾策畫的幾項重要海軍作戰被英國擊敗，希特勒因此更加重視長期耕耘潛艦部隊的卡尔·邓尼茨與他的潛艦部隊。二战结束前，德国共建成1150多艘潜艇。
第二次世界大戰期間，德国企圖採用潜艇切斷盟军的远洋补给，主要目標是英国的大西洋补给线。它供應英国本土食物、工业品，和美国與加拿大來的资源和武器，攸关著英国生死。然而，德國雖然創新了潜艇科技和戰術，但随着战事发展和美国介入，其在戰爭中后期卻已力不从心。德国海軍運用長程无线电與本土單位傳輸指令、恩尼格玛密码机保障傳輸難以被盟軍解讀，和狼群战术，讓潜艇变成杀伤力空前的武器。U潜艇先部署於某些海域搜尋敵方运输队，发现時不立即攻击，而是通报其他潜艇聚攏，再如同“狼群”一般的圍攻，且基本於夜间进行。通常，运输队无法抵挡，尤其规模不很大者。1939年到1943年間，德国U潜艇的狼群战术空前成功，击沉美运英運輸船隻總噸位超過800万吨，让当时英国首相邱吉尔在自传回憶录承认，英国当时曾考虑向德国投降，但因為種種原因没獲得战略性的成功，英国除了開發出空中巡邏反潛戰術，增強水面運輸艦隊的護航，破解德國無線電加密技術，新科技發展，盟軍獵殺德國潛艦的成功率也逐漸增加。1943年春，U潜艇的建造能量达到頂點，但相比于盟军护航舰只越来越多、航空部队投入护航，和侦查搜索科技進步（如雷达和声纳），德国潜艇部隊逐漸日薄西山，但直到德國戰敗前仍然被盟軍視為重大挑戰。
盟军開發高频定向仪並破解恩尼格玛密码机，其运输船團因此能早些察知U潜艇，且在其集结之前先予打击。加上海上長程巡邏機與護航航空母艦大舉量產，使盟軍對抗潛艦不只可被動護衛，還有足夠戰力轉型至主動獵殺，續航力遠低於反潛機航程的德国潜艇自此受到毁灭性的打擊。1943年3月到7月，德国损失U潜艇超過130艘，单单5月即41艘。同時期，盟军的損失从3月的75萬吨，减少到7月的18.8萬吨。盟军因此能夠發起随后的火炬行动、爱斯基摩行动和諾曼底登陸。
第二次世界大戰中，德軍潜艇损失807艘，击沉盟军商船与战斗舰只2882艘，共達1440万吨。重创者有264艘。但1945年5月初，德国二战继希特勒后，向盟国献降的德国总统邓尼兹，原是二战时德军建战功最大的潜水舰上将司令

#### 日本

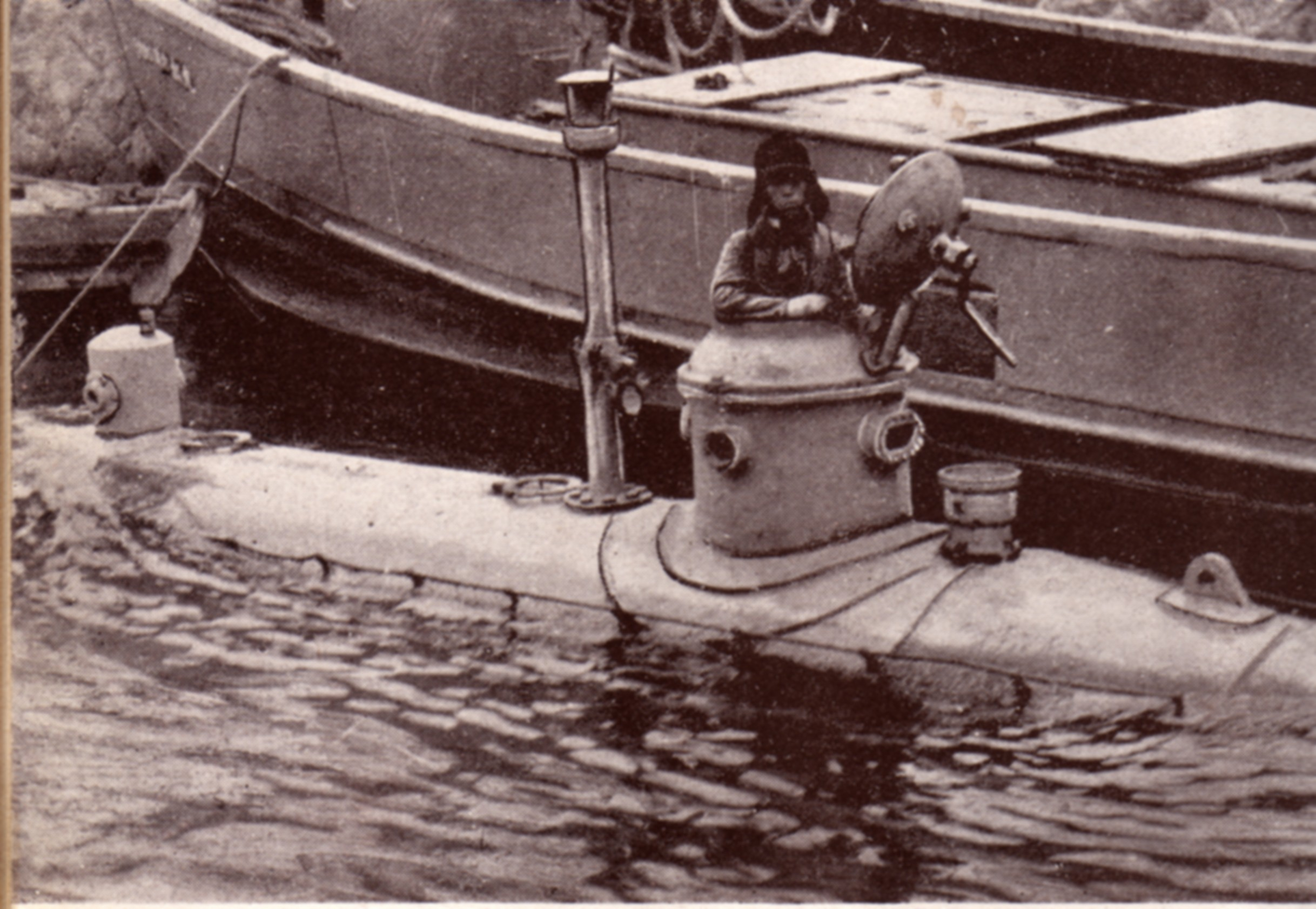
關門海峽的西村式潛水艇

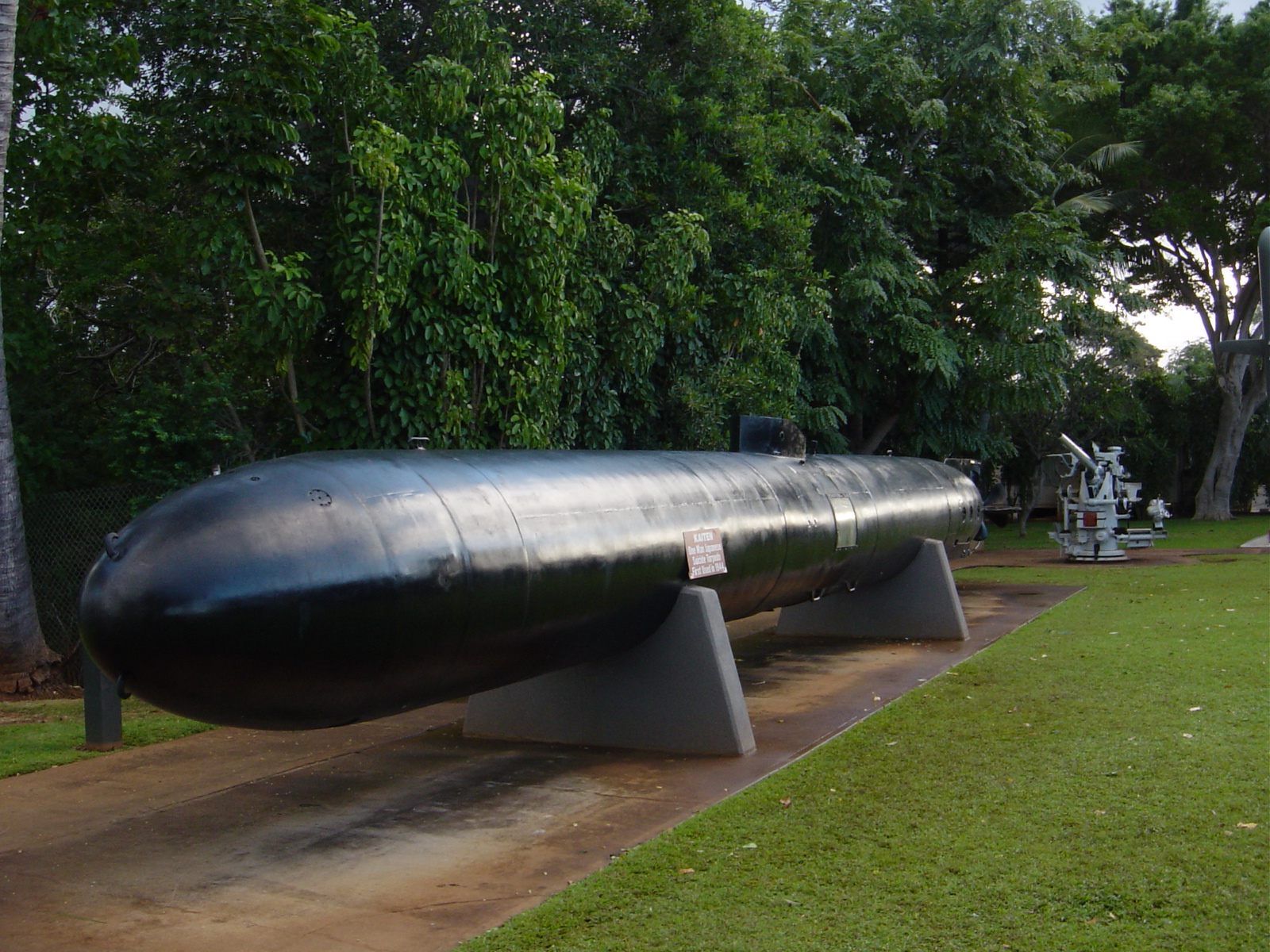
陈列于夏威夷Bowfin潜艇博物馆的回天人操鱼雷

日本于1907年開始自主設計、並計劃建造潛艇。而在第一次世界大戰後，因戰勝國的身份從德國取得了七艘U型潛艇，並吸收其技術，開始打造出實質可用於作戰的潛艦。1929年於台灣基隆自主生產第一艘有人潛艇西村式潛水艇，大正時代日本潛艇发展迅速。因華盛頓海軍條約與戰術指導，日本潜艇走上噸位大型化的方向（艦隊型潛艦）。在第二次世界大戰開戰前，日本海軍已擁有相当威力及種類廣泛的潛艇。
相對於德國的潛艦是對抗無抵抗力的勤務艦艇或是貨運船隻，日本的潛艦設計被它們的海軍戰略給指導，更強調在太平洋上與水面艦隊偕同運用，搜索，擊沉敵軍軍艦。也由於目標是敵國軍艦，因此日本在二戰前開發了各式各樣類型的潛艦去支援潛艦戰術。隨常規潛艇之外，更包括运输潜艇（如伊三六一型潛水艦及波一〇一型潛水艦）；水上飞机补给潜艇（伊号第三五一潛水艦）；微型潛艇（如甲標的）及人操鱼雷（回天）。其中比較特別的是航空潛艦「伊四百型潛艦」，这种潜艇携带3架晴嵐攻擊機，可以隱密地移動到目标（当时设计的目标为巴拿马运河的闸门）附近，然后上浮放出飞机起飞轰炸。还有一点值得关注的则是日本潜艇用的九五式魚雷（九三式氧氣魚雷衍生型）可以算得上是二战时期最先进的潜艇用鱼雷。
然而，日本潜艇的战绩却并不如意。日本的潜艇战术主要是对抗战斗舰只而不是商船。比较而言，战斗舰只防御力量强，航速快而且更适航，由此也造成了日本潜艇战绩不佳的原因。但整个战争中日本潜艇仍有建树，1942年，日本潜艇击沉了2艘盟军航空母舰。战争后期，日本潜艇除了战斗之外，也开始进行一些岛屿间的物品运输工作。除了戰鬥任務之外，戰略上日本潛艇曾開往納粹德國與軸心國間進行技術交流。

#### 美国

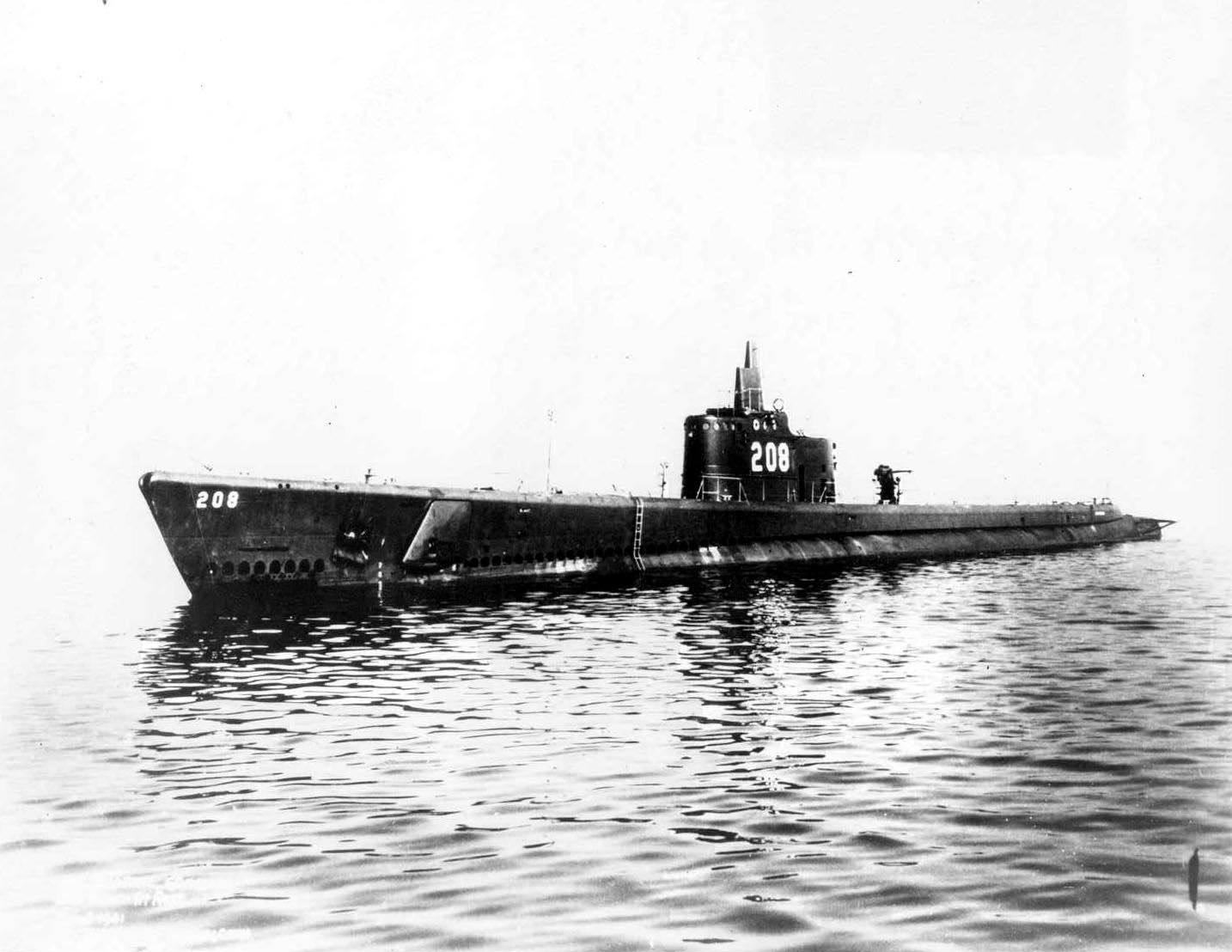
美国海军灰背魚號潛艇

太平洋戰場上，美軍潛艇部隊可謂戰果輝煌。估計太平洋戰場上潛艇部隊只佔了全部海軍人員的2%，卻一共擊沈了全部日軍損失船隻的51%。其中最大的勝利还包括了由“射水鱼”号潜艇创下的潜艇击沉单舰最大吨位纪录——日本航空母舰「信濃」。而面对这一切，日本直到战争晚期才开始为商船提供护航，这也使得美国潜艇的攻击屡屡得手。

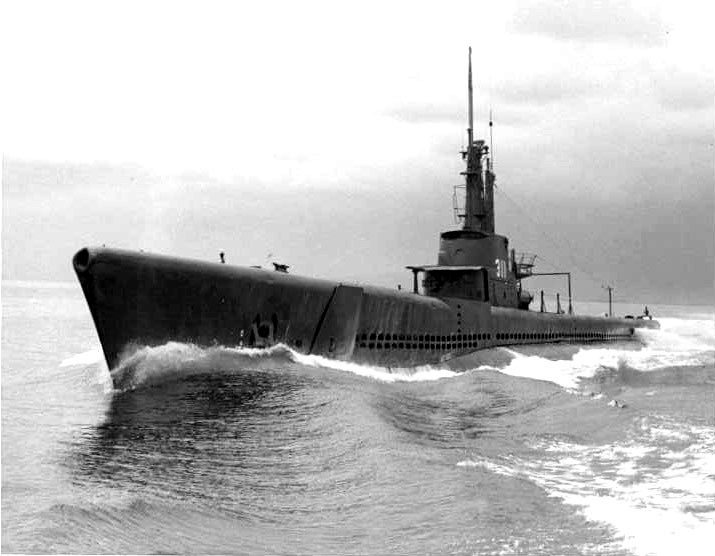
美国海军射水魚號潛艇

相比于日本拥有当时世界上性能最好的潜艇用鱼雷，美国使用的可以说是当时最差的鱼雷——马克14型（Mark 14）鱼雷，发射深度要求为10英尺，鱼雷首部为Mk VI爆炸弹头（一种以Mk V为基本，加装磁力引爆装置的爆炸装置）。这种鱼雷非常不可靠，主要问题有鱼雷运行过深（比应该运行的轨道深10英寸），磁性引爆器提前引爆，鱼雷弹头哑火，以及更可怕的是发射之后有可能出现“回马枪”——鱼雷掉头转向自己游来。
其中深度控制器直到1942年8月才得到改进，但通过测试则已经是1943年中旬，1943年9月列装部队，水面部队的马克14鱼雷则到1943年末才被改进。而随后尝试取代马克14而给潜艇列装的电动鱼雷马克18仍然出现了“回马枪”事故，整个二战时期，美国潜艇因这两种鱼雷“回马枪”问题造成了美国海军的刺尾鯛號（被马克18击沉）和湖白鮭號（被马克14击沉）沉没。
二战期间，314艘潜艇服役于美国海军，其中111艘于1941年12月7日前服役，203艘貓鯊級，巴劳鱵级和丁鱥級则是在战争期间投入服役的。战争中52艘3505人阵亡于战火之中，这是美国二战期间阵亡率最高的部队。同时，美国潜艇击沉了1560艘敌舰，总共530万吨，其中还包括8艘航空母舰在内的200多艘的战船。

#### 英国

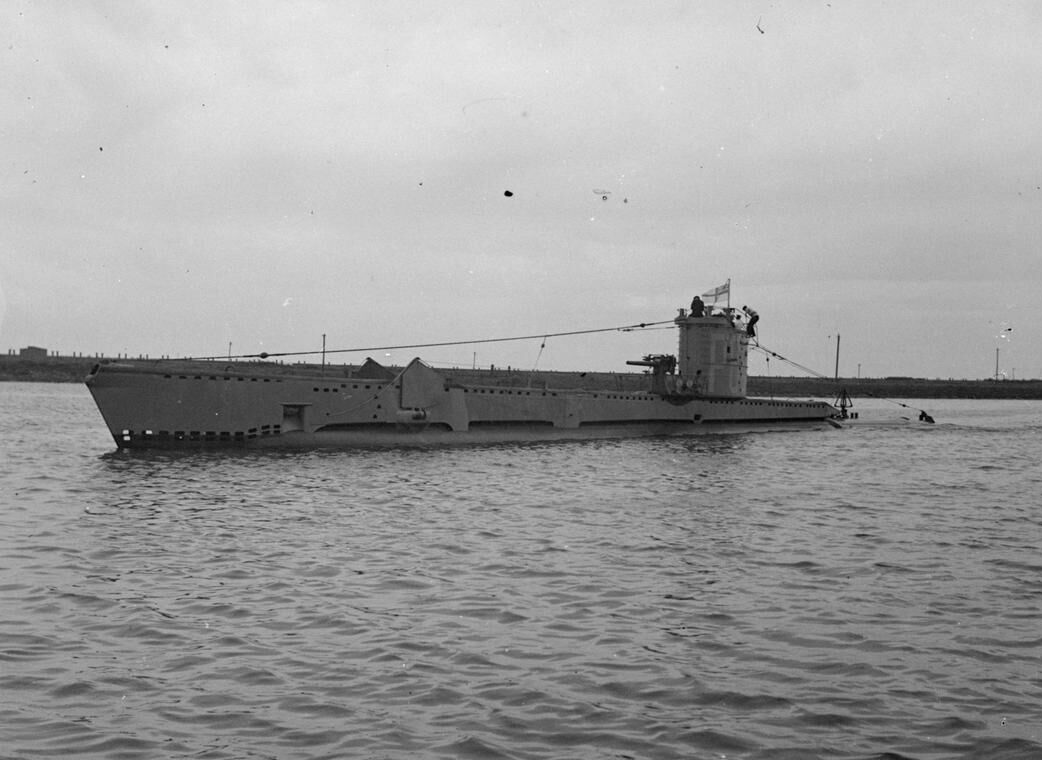
英国海军冒险者号

与一战相似，英国皇家海军的潜艇在二战中仍扮演着封锁港口和保护己方港口的角色。所以英国潜艇与德国潜艇不同，他们大多运作於英伦三岛、德国、挪威、以及地中海浅海区域。
二战中英国潛艇击沉了2百万吨级的敌国舰艇，其中包括57艘敌国军舰。英国则损失了74艘潜艇，其中一半可能是被水雷击沉的。战争中英国潜艇创下了一件铭记史册的事件——英国潜艇冒险者号击沉2艘德国潜行潜艇，这是全世界第一次潜行潜艇击沉潜行潜艇的案例。冒险号的艇员成功的计算出了攻击目标的三度空間資料并计算出了应该处于的开火位置，这些算法也成为了日后现代潜艇电脑和现代化鱼雷系统的计算原理。

### 现代潜艇

#### 冷战

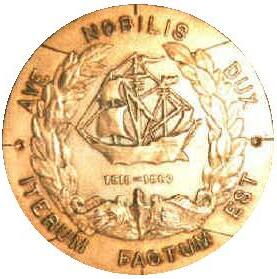
图为纪念海神号穿越麦哲伦海峡所至的纪念金属板

20世纪50年代开始，随着核动力技术的发展，核动力化的潜艇逐渐开始替代传统的柴电动力潜艇，而氧气也可以通过设备电解海水补充。这两项革新使得潜艇的潜航续航力从仅仅几小时增加到了数周乃至数月。同时伴随材料学和焊接技术的进步，使得以前从不敢想的海下航行得以实现。1954年，美国也使全世界第一艘核动力潜艇鹦鹉螺号下水服役，1958年该艇成为世界第一艘抵达了北极点和北极冰盖的潜艇；1960年，美国核潜艇海神号（USS Triton）完成了环球潜航。对于现代潜艇来说，动力燃料和氧气不再是限制条件，最大的限制条件变成了舰艇提供的食物和淡水限制以及封闭空间对于艇员的心理影响。
潜艇作为武器性质性改变则发生在1959年和1960年。苏联弹道导弹潜艇H级和美国弹道导弹潜艇乔治·华盛顿级先后服役参与战略值班。自此之后由潜艇为主力的“第二次核反击力量”诞生，这可以说是“相互保证毀滅”理论发展到的顶峰。也是从那时候，冷战双方都建造了一批弹道导弹潜艇，这些弹道导弹潜艇中苏美任意一方所携带的弹道导弹都足以数次炸平对方每个角落。根据公开的资料，1985年，苏联仅仅参与战备值班的潜艇所携带的弹道导弹达到了982枚，而且这些导弹至少携带2个当量为0.1兆吨的核弹头。而根据美国公开的资料，冷战时期每一艘战备值班的弹道导弹潜艇中都有一发弹道导弹所携带的弹头指向莫斯科，基辅和列宁格勒（今圣彼得堡）。
在冷战最激烈的时候，美国和苏联双方的潜艇都在进行一种“猫捉老鼠”的游戏。在冷战初期，潜艇由于没有拖拽声呐，苏联潜艇为了寻找美国潜艇而时常使用“瘋狂伊凡”战术。冷战时期虽然双方都没有确实证据证明双方开火，但冷战时期双方的核潜艇仍出现了不幸。苏联方面公开的冷战时期沉没的核潜艇有K-129号，K-65号，K-8号，K-219号，K-27号，唯一一艘M级核潜艇K-278“共青团”号（1989年），而由于潜艇事故以及后期保养问题出现的严重事故也很多，最知名的莫过于K-19号，这个潜艇的事故被改编拍摄电影《K-19：寡妇制造者》。美国方面公开了冷战中损失了长尾鲨号和蝎子号。长尾鲨号是因为试航中设备故障导致沉没，而蝎子号的沉没原因虽至今仍未被官方公开，不过有书籍认为是被苏联潜艇击沉。
尽管冷战时期美苏双方海下潜艇火药味十足，但第一个真正有明确证据证明在第二次世界大战之后被潜艇击沉的战斗舰则为1971年，印巴战争时期巴海军汉果号（法国Daphné级）击沉的印度Khukri号护卫舰。在二战之后1982年的马岛战争中，英国皇家海军征服者号核潜艇击沉了阿根廷的贝尔格拉诺将军号巡洋舰，这是核动力潜艇击沉的最大吨位的战斗舰只（潜艇击沉最大船只纪录为二战时期美国海军射水鱼潜艇击沉日本航空母艦信浓号）。
相比于冷战北约-华约双方的“潜艇竞赛”和冷战之后美俄双方强大的潜艇力量来说，其他国家相比之下要显得“温和”得多。在二战中奉行中立原则的荷兰和挪威战后收编了一些德国的潜艇为自己的海军潜艇部队，1946年，瑞典自行研制建造了“鲨鱼”级潜艇，这种潜艇近乎直接照搬了二战德国U-XXI潜艇，20世纪50年代，荷兰设计建造了“海豚”级潜艇，这种潜艇不仅吸收了德国的技术，而且成为了当时常规潜艇中综合性能较高的潜艇，使当时的世界开始瞩目荷兰潜艇技术，同时代末期，瑞典也研制出了自己的“天龙”级潜艇。60年代的1964年荷兰研制出了“旗鱼”。而到了70年代，与此同时60年代末期，瑞典研制了第一个具有本国特色的“海鹰”级潜艇。20世纪70年代后期，荷兰研制出了“海象”级而到了80年代至90年代，瑞典荷兰的潜艇纷纷外销到其他海防小国。1995年，瑞典“格特兰”号，这是全世界第一级量产型AIP潜艇。而90年代末期，荷兰也开始了AIP潜艇的研究。
中华民国政府海军部于1913年提出建造潜艇，随后也规划了一系列潜艇建造计划，但又由于国力问题而取消。中華民國政府潜艇部队于1956年创建，从意大利购买了随后命名为“海龙”、“海蛟”号潜艇，70年代中華民國从美國购买随后命名为“海狮”和“海豹”号的潜艇。1987年和1988年，中華民國海軍接收2艘从荷兰购买的海龍號潛艇和海虎號潛艇潜艇。这两艘潜艇是目前中華民國海軍公开最先进的潜艇。到了21世紀初期，中華民國海軍公布了最新潛艦國造計畫，預計建造8艘柴電動力潛艦。
中華人民共和国建国之后，开始接受苏联的援助。早期中国潜艇以本地生产苏联W级潜艇为主要型号。在中苏关系破裂之后，中国政府开始自行研制潜艇。20世纪70年代先后服役了091型核潜艇和092型核潜艇以及后来90年代初的039型潜艇，前两型核潜艇由于噪音级别过大等原因造成其一直“限制使用”。而039型潜艇在不断的改进之后则成为中国海军潜艇部队的主力型号。到了21世纪初期，中国政府官方则公开了093型核潜艇和094型核潜艇。

#### 事故

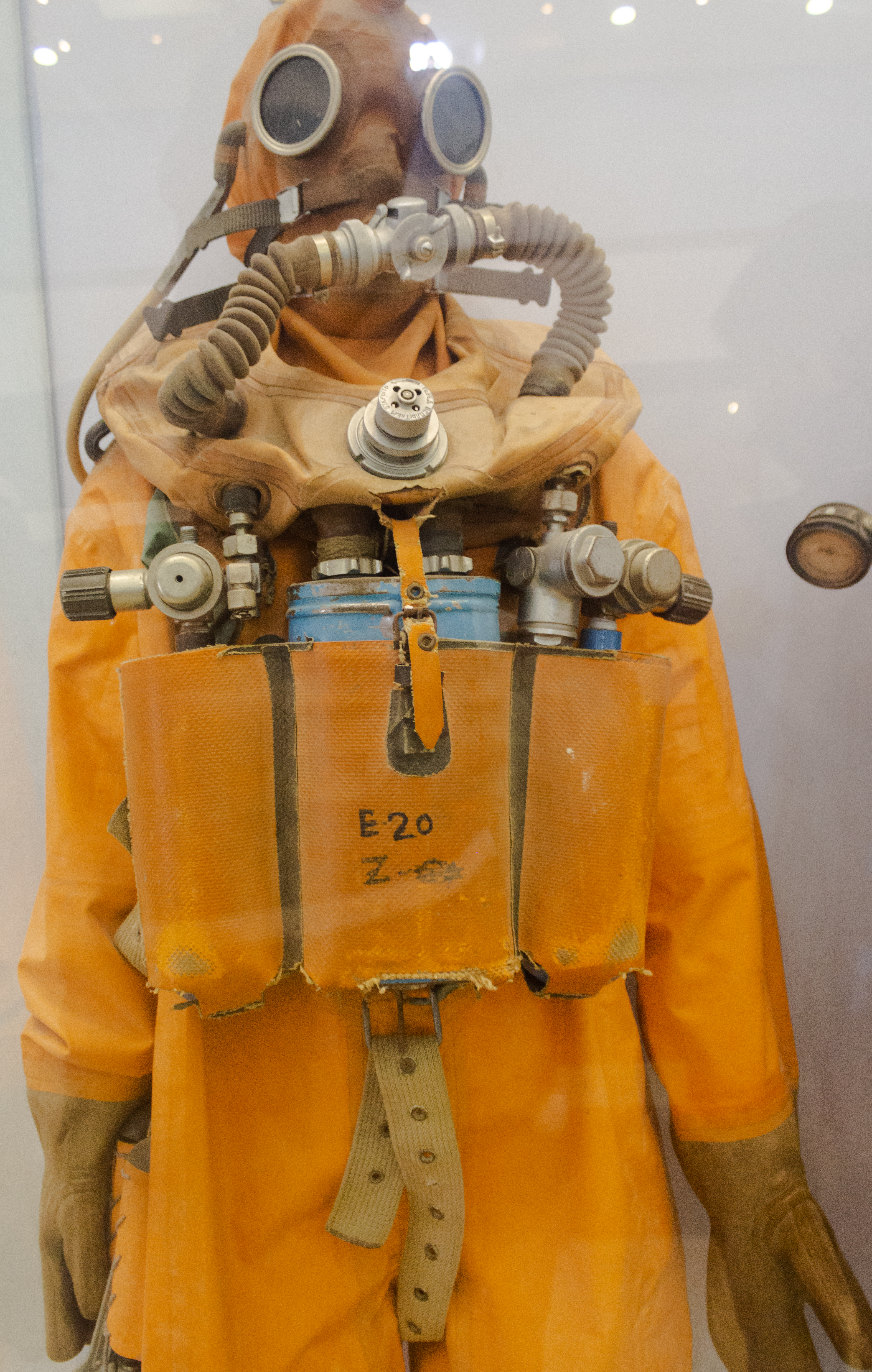
深潛用逃生服

2000年8月12日，俄罗斯的库尔斯克号潜艇事故是冷战后著名的潜艇艇难，事故原因是由于潜艇装备鱼雷故障在艇内爆炸造成，造成118名全部艇员阵亡。
2010年5月20日韩国宣布其浦项级护卫舰天安号被朝鲜一艘潜艇在白翎岛附近海域使用鱼雷击沉。如果属实，这将是自二战以来第三次潜艇击沉水面舰只事件。但是朝鲜方面否认了这项指控。详见天安号沉没事件。
2021年4月21日印尼海軍宣布其南伽拉號潛艇在峇厘島北部海域演習時突然失聯，25日宣布潛艇內53名人員已經全部殉職。

## 潜艇的技术

### 深潜原理

潜艇外部深潜以及航位控制系统

所有在水面上的船只，包括在上浮之后的潜艇，都处于正浮力状态，重量小于完全淹没时的排水量的重力。所以如果要潜下去，潜艇必须得到更多的负浮力，也就是说潜艇或者将自身的重力大于其所受浮力，或者降低其排水量。而相对于排水量（排水的体积）的控制，对于重力的控制则完全可以通过装备一种叫做“沉浮箱”的水箱来控制。即通过控制沉浮箱中的注水情况来改变潜艇的重力。
对于普通的下潜和上浮动作，潜艇通常用前后两个沉浮箱来完成，这两个沉浮箱也称作主沉浮箱或称主水柜（Main Ballast Tank，简称MBT）。当潜艇需要下潜的时候，主沉浮箱水口完全开启并注水以增大潜艇重力，而当潜艇需要上浮的时候，主沉浮箱的水口再次打开与此同时向主沉浮箱中注入压缩空气以排出箱中的水从而减小重力。主沉浮箱主要负责大幅度的潜艇沉浮动作，水箱也通常安置在漂浮吃水线以下，而如果需要更精确的控制潜艇的所处深度，则需要用深度控制水柜（Depth Control Tank，简称DCT）来控制，这种水柜又称为硬水柜（hard tank）或平衡水柜（trim tank）。被称为“硬水柜”主要由于它们必须要承受比主水柜更大的压力。深度控制水柜的水量可以控制反映变化的外部条件或改变下潜深度。这种水柜既可以安置在靠近潜艇中心的地方，亦可以单独安置在艇身上以防止对于艇平衡性的影响。
当潜艇下潜时，潜艇壳体通常可以承受的水压可以达到4兆帕（相当于400米水深的压强），而对于像阿尔法级核潜艇那样的钛合金外壳的潜艇则可以承受10兆帕的压力（相当于1000米水深的压强）。但在壳体内则要保持普通的海平面大气压力左右的气压。由于水的盐度不同，盐度越大的水其在同样深度所产生的压力也越大。在潜航中的潜艇往往处于一种不稳定平衡状态，或者处于一种向海床下潜或者上浮到水面的状态。控制潜艇处于一个确定深度则需要连续控制潜艇的深度控制水柜以及整个水柜体系。
潜艇在保持固定浮力状态时的平衡状态并不是固有的状态。为了维持理想的平衡性，潜艇通常用专用的平衡舵以及内部的平衡水柜来控制。平衡水柜内部管线连通，用水泵调整各平衡水柜之中的水，从而调整个部分重力而创造出平衡向上与向下的力矩。

### 潜艇的舵
潛艇一般有三個舵，主要可分為縱舵(vertical rudder)、潛舵、橫舵(horizontal rudder)等種類。縱舵等同於一般船舶的舵，與艇身垂直設置，可以上下成對設置，轉向左舷或右舷時船體便會向轉彎方向傾斜；潛舵是用來控制深度的舵，若向上操舵，潛艇就會上升，向下操舵則下潛；橫舵是用來控制潛艇的姿態角(attitude angle)。

### 潛艇的動力
現代潛艇都是依靠電力驅動馬達推動螺旋槳前進。根據電力產生的方式，分爲柴電動力，核動力和AIP。

#### 柴电动力与呼吸管

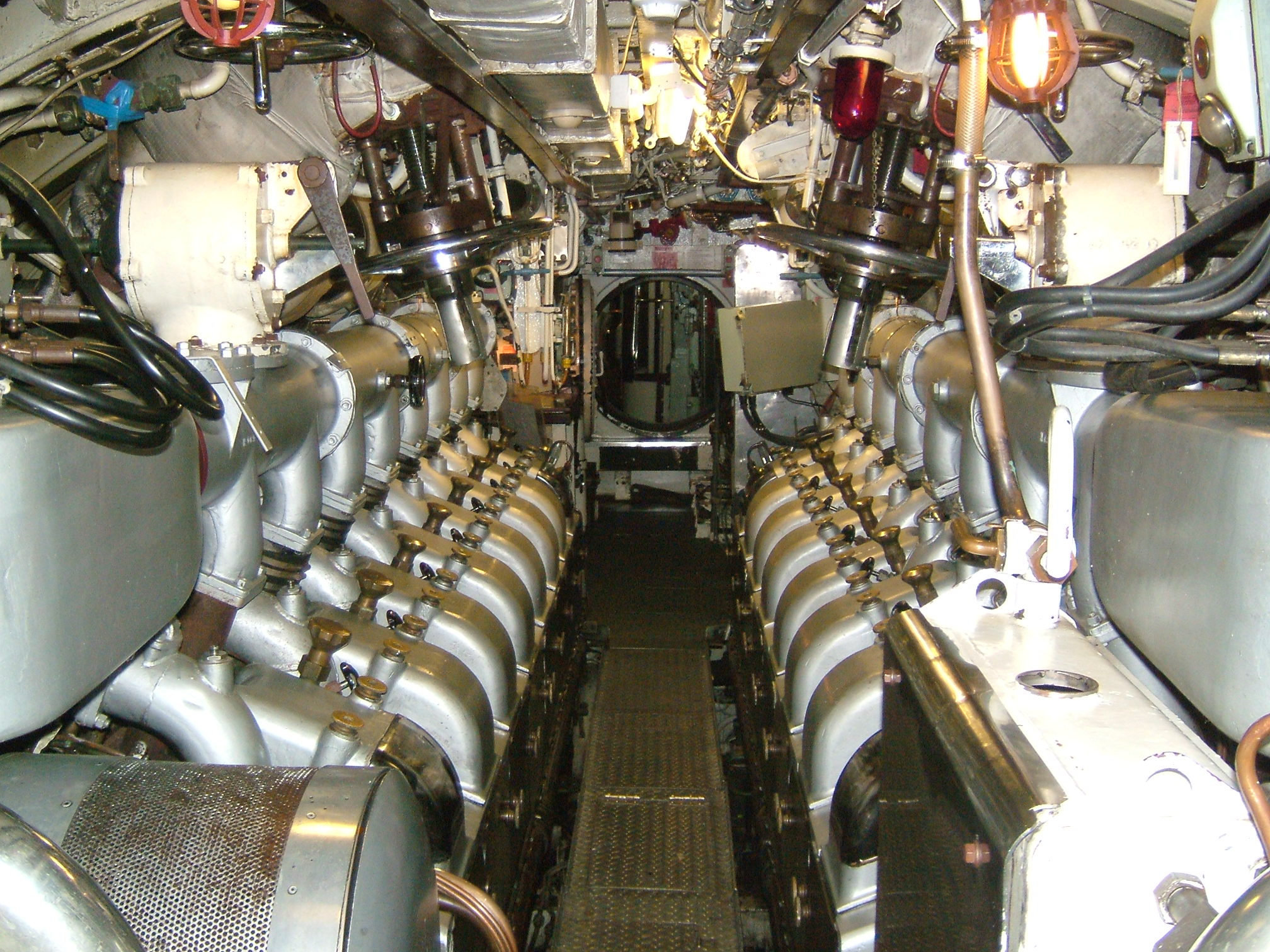
英国皇家海军虎猫号的柴油发电机

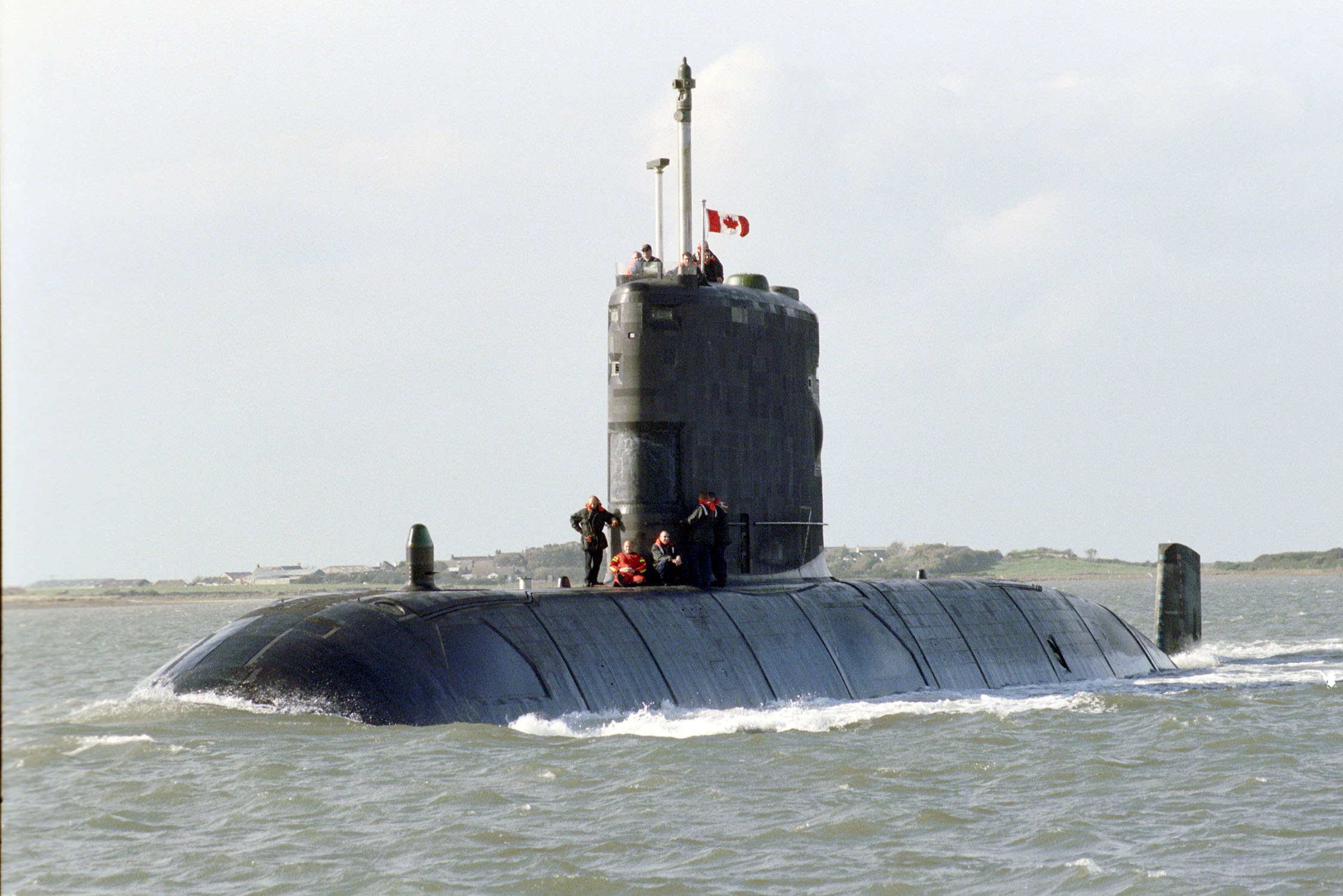
皇家加拿大海军温莎号柴电动力攻击潜艇

最早期曾經嘗試過做為潛艇動力來源的有壓縮空氣、人力、蒸氣、燃油和電力等等。而真正成熟的第一種潛艇動力來源是以柴油引擎配合電動馬達做為共同的動力來源。
第一次世界大战之前，潜艇开始使用柴油机配合电动马达作为潜艇的动力来源。柴油機負責潛艇在水面上航行以及電瓶充電的動力來源，在水面下，潛艇使用預先儲備在電瓶中的電力航行。由於電瓶所能儲存的電力必須提供全艦設備使用，即使以低速航行，也只能維持一段短時間，之後必須浮上水面充電。后来出现的呼吸管提高了潜艇的潜航能力。
呼吸管在第二次世界大戰前由荷蘭開發出來，其後由德國進一步改良並應用在他們的潛艇上。呼吸管的基本構造是以可伸長的通氣管將外界的空氣引導至柴油引擎，并排出引擎產生的廢氣，另外再附加防止海水進入以及將進入的海水排除的管線。通过使用呼吸管可以让潜艇在潜望镜深度情况下使用柴油机，这样潜艇就不必浮出水面即可补充电力。
呼吸管的使用大幅改善了當時潛艇的作業方式與彈性。在使用呼吸管以前，潛艇進行換氣和充電的作業必须浮出水面，为了安全考量只能在夜間进行。採用呼吸管之後，潛艇只需將呼吸管伸出海面就可進行充電，不僅降低了潛艇被發現的機率，也擴展了潛艇可以充電的時機。但呼吸管並非完美，因為柴油引擎運作時會產生顯著的廢氣，天氣晴朗時可以在3海浬外以目視尋獲；伸出潛望鏡製造出來的浪花（periscope feather）也可由水面搜索雷達給判斷。針對裝備呼吸管的潛艦威脅，盟軍利用海上巡邏機攜帶可以辨識出潛望鏡雷達散射截面的雷達去尋找潛艦管，即使無法擊沉潛艇，至少也要迫使它無法充電而沒有能力持續的追蹤與攻擊。

#### 核动力

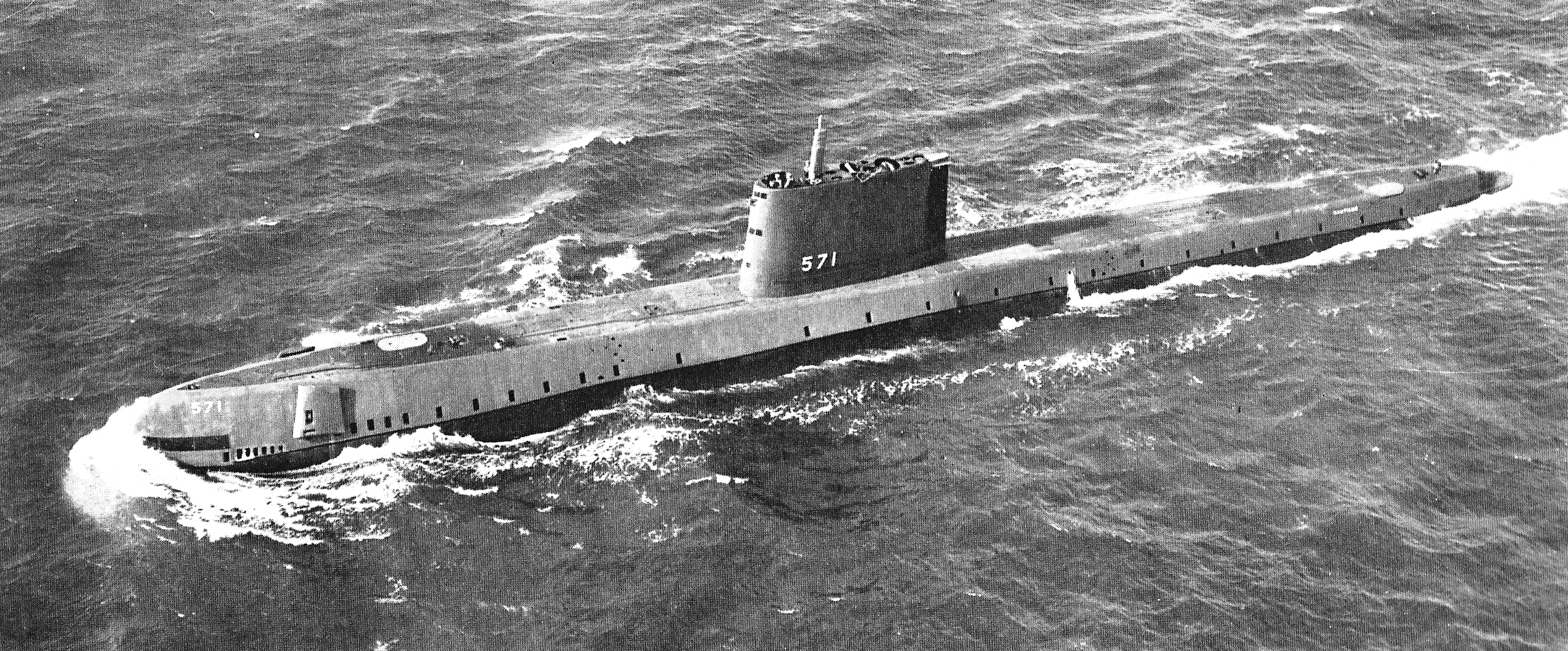
世界上第一艘核动力潜艇美国的鹦鹉螺号

核动力是继柴电动力之后发展的又一种动力。核动力的原理是應用核子反應爐產生的高温让蒸汽机中產生蒸氣之後驅動蒸汽渦輪發動機，來帶動螺旋槳或者是发电机產生動力。最早成功在潛艇上安裝核子反應爐的是美國海軍的鸚鵡螺號潜艇。目前全世界公开宣称拥有核動力的国家有6个，其中以美国和俄罗斯的使用比例最高。美国甚至在1958年宣布不再建造非核动力潜艇。
核动力潜艇相比于传统的柴电潜艇，具有动力输出大，动力续航高（由于核动力潜艇的燃料的补充更换通常在10年以上，相比于仅仅几周或几月的柴电动力潜艇要大大增加，所以也通常被视为无限续航），速度快等优点。但核动力潜艇却有技术难度大，稳定性差，建造费用高，噪音大以及维护要求高的缺点。由于柴电潜艇和絕氣推進技术的发展，核动力潜艇已经不再是先进潜艇动力的唯一标准。

#### 絕氣推進系统

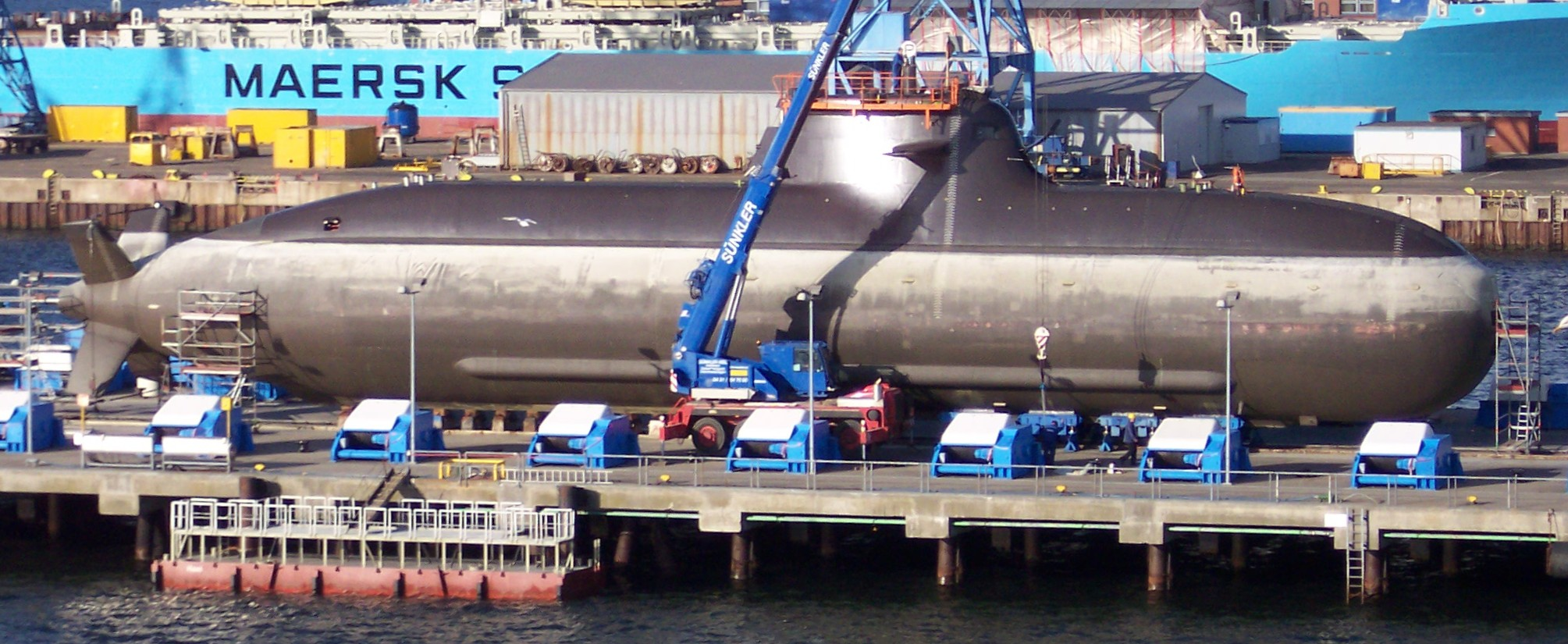
德国212型AIP动力潜艇

AIP是Air-Independent Propulsion的简称，中文称为絕氣推進。1930年，德國華特（Walter）博士提出以過氧化氫做為燃料的动力机系统，经过数年的研究和试验，在二战末期，華特发明了“華特式动力机”，其原理是應用燃烧过氧化氢推动内燃机工作，由于过氧化氢燃烧产生氧气，所以不需从外界补充氧气。早期的華特式动力机並不可靠，因為過氧化氫容易發生自燃反應，因此德國只生產了幾艘以過氧化氫為動力的潛艇XVIIB。
第二次世界大戰之後，許多國家開始研究其他可能的替代動力來源，以延長潛艇在水面下持續作業時間。如在柴电动力的基础上自帶氧化劑或者是其他不需要氧氣助燃的設備，或是由新的動力來源為電瓶充電與驅動電力馬達。
尽管絕氣推進大大提高了柴电动力潜艇的能力，但由于过氧化氢等氧化剂的稳定性差，使得絕氣推進的安全性常被质疑。实际上无论早期華特的试验还是二战后美国、苏联的深入研究，都出现了或多或少的事故以及问题。
现代絕氣推進装置类别主要为空气封闭柴油引擎、闭式循环汽轮机、斯特灵闭式引擎以及燃料电池等，核动力在技术上也属于不依赖空气推进技术的一种。

### 潛艇的耳目

#### 聲納

声纳的原理

由於電磁波在水中衰減的速率非常的高，無法做為偵測的訊號來源，以聲響訊號探測水面下的人造物體成為運用最廣泛的手段。
聲納的英文原名SONAR來自於「音響導航與測距」（sound navigation and ranging）的縮寫，無論是潛艇或者是水面船隻都利用這項技術的衍生系統探測水地下的物體或者是做為導航的依據。
聲納系統可以大致上分為兩類：主動與被動。主動聲納會自己發生音響訊號，藉由這個訊號接觸物體後反射回來的變化，做為計算這個物體的相對方位與距離的資料。被動聲納的作用和收聽裝置極為相近，不發出任何訊號，只接收來自於周遭的各種音響訊號來判斷與識別不同的物體。
傳統上潛艇安裝聲納的主要位置是在最前端的位置，由於現代潛艇非常依賴被動聲納的探測效果，巨大的收音裝置不僅僅讓潛艇的直徑大增，原先在這個位置上的魚雷管也得乖乖讓出位置而退到兩旁去。
其他安裝在潛艇上的聲納型態還包括安裝在艇身其他位置的被動聲納聽音裝置，利用不同位置收到的同一訊號，經過電腦處理和運算之後，就可以迅速的進行粗淺的定位，對於艇身較大的潛艇來說比較有利，因為測量的基線較長，準確度較高。
另外一種聲納稱為「拖曳聲納」，因為這種聲納裝置在使用時，以纜線與潛艇連接，聲納的本體則遠遠的拖在潛艇的後面進行探測，拖曳聲納的使用大幅強化潛艇對於全方位與不同深度的偵測能力，尤其是潛艇的尾端。這是因為潛艇的尾端同時也是動力輸出的部分，由於水流的聲音的干擾，位於前方的聲納無法聽到這個區域的訊號而形成一個盲區。使用拖曳聲納之後就能夠消除這個盲區，找出躲在這個區域的目標。
潛艇和水面艦隻在航行中，由於馬達，螺旋槳以及艇体形狀的不同，會產生固定頻率的回波，這種類似于人指紋的回波被稱爲聲紋，現代聲納接受到信號后和聲紋數據庫中的信號比較就能確定對方是哪一級別甚至具體是哪艘潛艇或艦隻，然後根据對方的特性識別敵友並作出最好的戰鬥判斷。

#### 潛望鏡

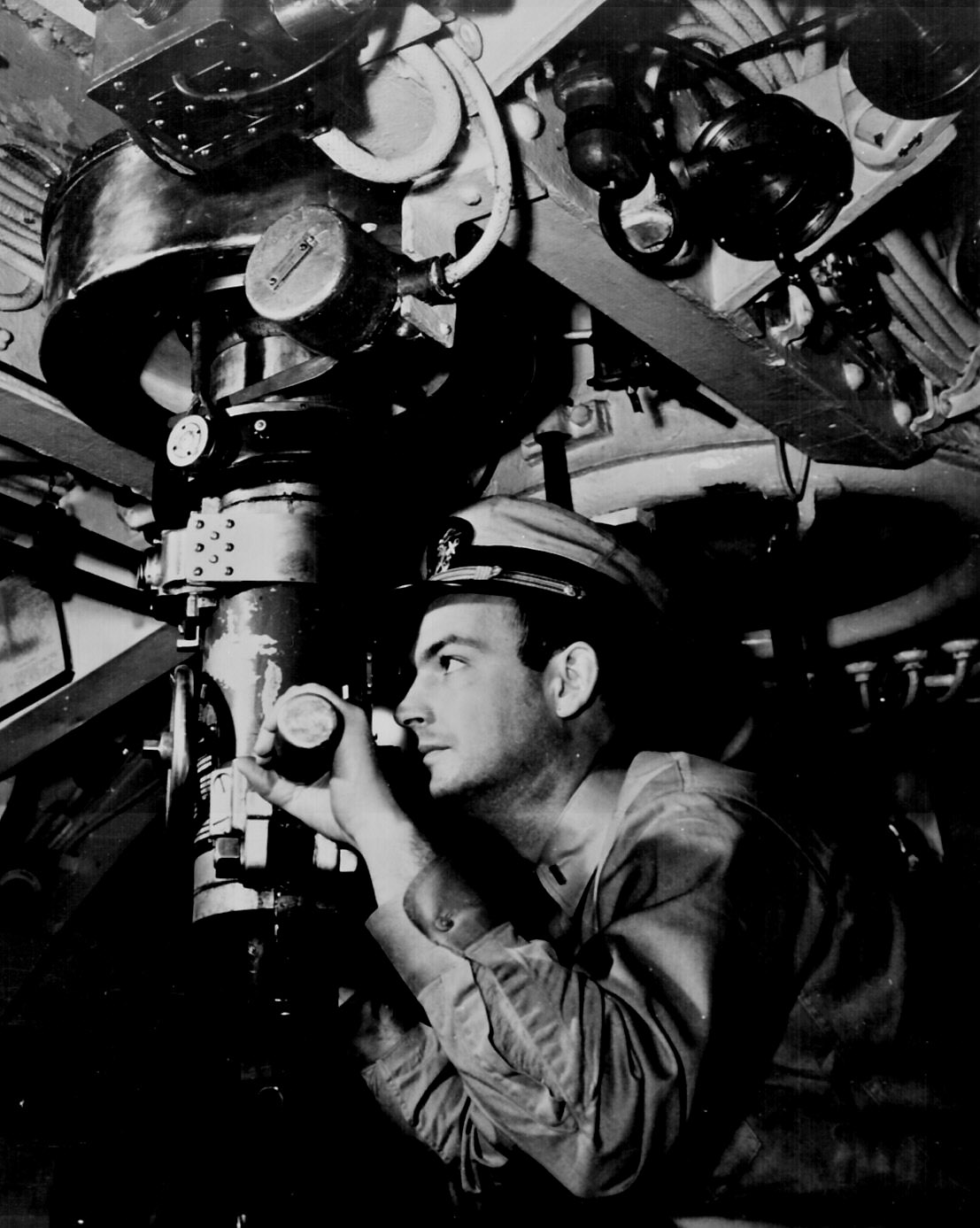

潛望鏡使用在潛艇上的歷史比聲納還要久，美國南北戰爭期間使用的龜形人力小潛艇已經使用類似簡單潛望鏡的光學裝置作為航行時的導航依據。
潛望鏡利用光學鏡面反射的原理，在一個長管子的兩端安裝鏡片，上端的鏡片會將面對的影像向下反射，位於底部的鏡片將反射過來的影像作第二次反射，觀測人員透過底部的反射鏡就可以看到上方鏡面對準的方向上的影像。透過這個裝置，潛艇內部的人員可以對周遭的環境進行肉眼的實際觀測。在作戰上，潛望鏡也是辨識目標種類與敵我的重要手段。
潛望鏡通常提供兩種倍率，一種放大倍率較小但是視野範圍較廣，適合快速的搜索週遭的海域，另外一種倍率較大，提供潛艇識別與判斷目標動向的能力。二次大戰以後有些公司推出的產品將兩者的功能分開到個別的搜索和攻擊潛望鏡上。在肉眼觀測的部分另有刻度協助觀測者根據可能的目標型態進行粗淺的距離判斷。在二次大戰後期美國開始在潛望鏡上搭配測距雷達，另外一種測距儀是測量水平線與一個已知物體高度間的夾角的間距儀（Stadimeter）。近代的另外一種替代產品則是雷射測距儀。
潛望鏡在不使用的時候會降入潛艇的帆罩（Sail）當中以縮小突出的距離，當需要使用的時候，潛艇首先必須改變深度到較淺的海域，才能夠使潛望鏡伸出水面進行觀測，這個操作深度範圍一般稱為潛望鏡操作深度，實際上的高度則要看每種潛艇與潛望鏡搭配而定，在這個深度範圍上潛艇有可能和水面船艦發生碰撞，因此潛艇通常需要先以被動聲納判斷附近船隻的情形，避開可能發生碰撞或者是被目視發現的可能。
現代的潛望鏡除了提供更好的觀測效果以外，也增強在惡劣天後與夜間觀測的能力，配合一般光學攝影機、紅外線攝影機或者是低光度電視攝影機等的協助，潛艇在操作潛望鏡的彈性上遠勝於過去，錄製下來的影像以電子訊號儲存後，還可以事後的分析與情報的擷取。近代潛望鏡設計上的一個大挑戰是操作速度的提升，由於需要在較高的航行速度下操作，同時維持影像的穩定，各公司以不同的方式去克服高速下帶來的震動與其他的問題，其中一種常見的設計為加大潛望鏡尺寸以提高對震動的吸收能力。
潛望鏡可以說是造成潛艇失去隱敝性的一大元兇，必須突出海面操作的先天弱點，在二次世界大戰後期首度被盟軍利用來發現德國的U-潛艇。盟軍的巡邏機以特殊的雷達偵測突出海面的潛望鏡產生的回波，加以定位之後迅速發動攻擊，如此一來讓潛艇利用夜間在水面充電或者是進行攻擊受到很大的限制，德國曾經試圖利用一些塗料降低潛望鏡的雷達波反射強度，不過效果不高。現代潛艇多半在攻擊潛望鏡上加裝雷达预警接收器（Radar Warning Receiver, RWR），提供威脅警告。
為了讓潛艦觀測人員能在漆黑夜色中用潛望鏡觀測目標，潛艦內部的燈光會調成紅燈，以此減低眼睛暗適應的影響。

#### 雷達
雷達在第二次世界大戰初期開始出現在水面艦艇上面，潛艇也在稍後開始配備，協助於夜間或是不良天候下的搜索。潛艇的雷達在不使用的時候和潛望鏡類似，要降低高度貼近帆罩的位置，或者是具備摺疊的天線能夠收進船帆當中，由於雷達天線的高度以及大小，搜索距離不會很遠，效果也比不上一般水面艦艇的搜索雷達，但是這項裝備提供更廣泛的偵測效果，現代的潛艇上幾乎都看得到。
雷達雖然好用，然而他發出訊號的必然缺點也導致潛艇在使用雷達上必須謹慎小心，以免被敵人做反偵測與定位的訊號來源。

#### 電子偵測設備
德國在第二次世界大戰後期在潛艇上加裝專門探測盟軍巡邏機上的搜索雷達的電子設備，這種電子支援裝置（Electronic Support Measurment，ESM）算是近代潛艇裝置電子偵測設備的起源。除了自衛的需求之外，潛艇還可以利用不同的電子支援與偵測裝置進行對敵人的通訊，雷達或者是其他的無線電訊號的監視與搜集。
冷戰開始之後，各國紛紛利用潛艇隱密的特性，配合各類電子偵測裝置搜集情報，這又以美國和蘇聯之間進行的最為激烈，美國不僅僅派遣潛艇到蘇聯的沿海搜集資料，還讓潛艇在蘇聯的海底電纜上面放置竊聽錄音系統，獲得許多重要的情報。
即使在今日，潛艇依舊是一個非常重要的電子情報搜集工具。

#### 無人機
或透過發射無人機膠囊，透過四軸無人機在海面上偵查。

### 潜艇壳体结构

#### 总述

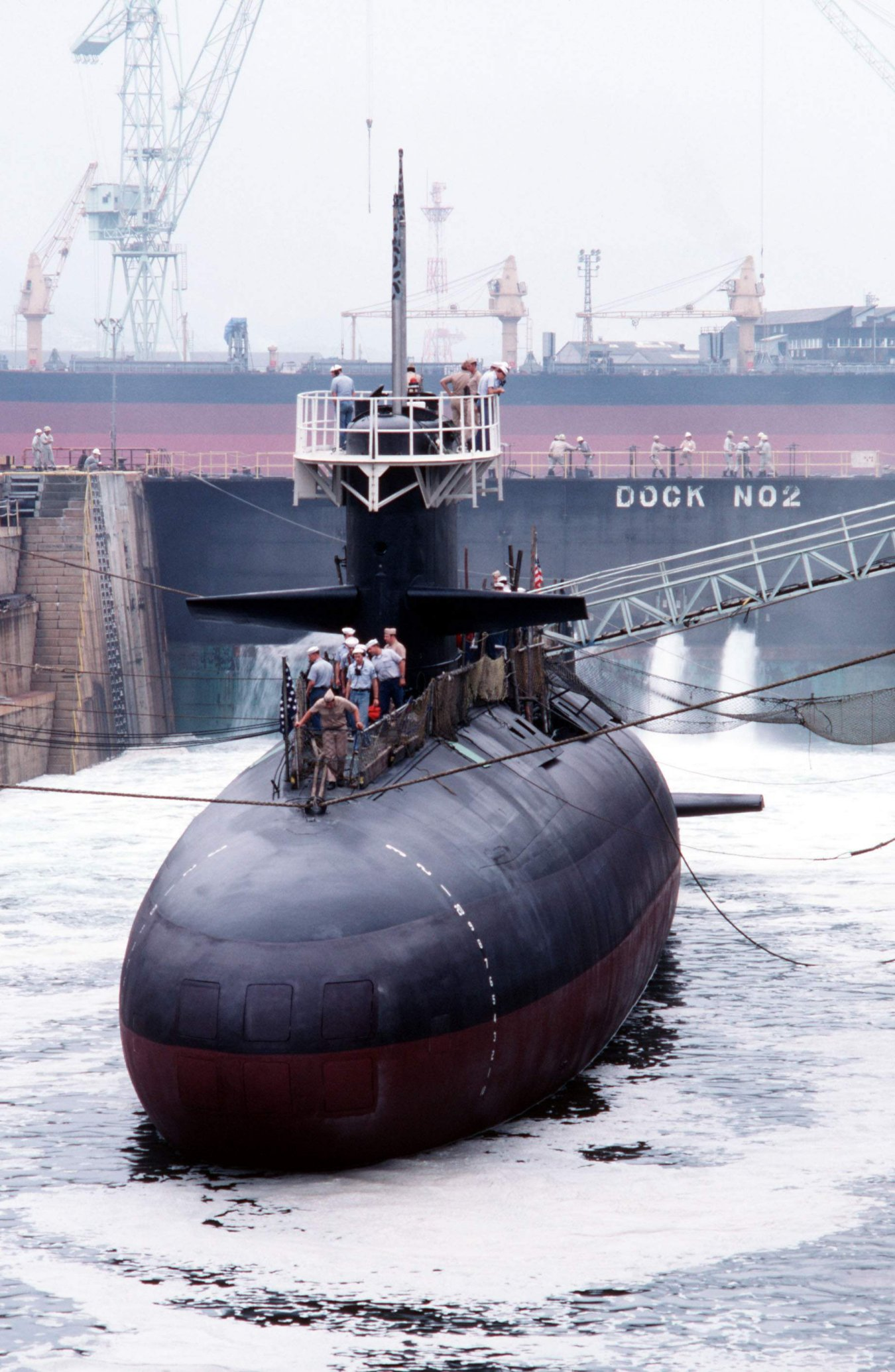
水滴型壳体USS Barbel (SS-580)

现代潜艇通常来说是雪茄型的，这种设计相比于最早海龟号的“蛋型”已经有了很大改变，这样的壳体也通常被称为“水滴型壳体”。经过了很长时间的发展，潜艇设计者们发现水滴型壳体是目前发现的水下阻力最小壳体形状，但不得不说的是这种形状却在海面漂浮时抵御海浪的能力也较差一些。早期的潜艇由于推进力的限制，其水下的速度不会超过10节，作战方式是平时在水面航行，发现敌情后潜水航行，所以早期潜艇的外形都是不严格的“雪茄型”，其所产生的额外水阻力也是可以接受的。直到第二次世界大战末期，德国潜艇研制技术和思想都得到了巨大的改变，他们开始注重水下航速并且第一次建造出了水下航速比水上还要快的潜艇——XXI级，随后又建造出了XXIII级。这两种型号的潜艇不但使用了近水滴型壳体，而且第一次撤销了潜艇甲板上的甲板火炮，舰桥部分也“近流线型”，这样潜艇不仅更快而且相比于当时盟军的潜艇更加安静，在水下的战斗力更强。现代潜艇在水滴型外壳外面通常都要铺设消声瓦，实际上是一种降低本艇声音辐射以及吸收外部声波的材料，使得潜艇更加安静。
潜艇上部突出的舰桥围壳部分可以增长潜望镜和无线电天线的使用长度。通常来说，舰桥围壳内通常都有无线电设备，雷达，电子战设备，通气管等设备。在早期的潜艇中，指挥舱都会在潜艇的舰桥围壳之中，所以潜艇舰桥围壳通常也被称为“指挥塔”。不过现在的服役的大多数潜艇的指挥舱通常在潜艇之中，而舰桥围壳现在通常的作用则是通风，作为设备舱以及用于视觉观测的地方了。

#### 双壳体结构

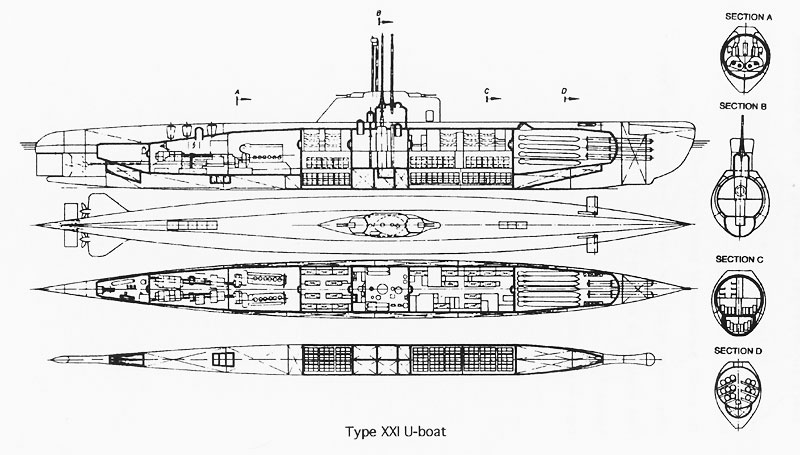
二战晚期的U-XXI型U潜艇，耐压艇体外部覆盖了一个“轻壳”

在现代的军用潜艇结构的发展大致分为两个“流派”——单壳体结构与双壳体结构。单壳体结构顾名思义就是以一层壳体承受艇外压力，维持艇内气压。而双壳体则是在壳体外面再加装一层壳体，这层壳体被称为“外壳体”，“轻壳体”通常也被称为“非耐压艇体”。这个外壳自身不承受压力，其内部的壳与单壳体结构一样承受外压维持内压。
早在一战时期，潜艇最适于航行，并且能够很好抵挡外部水压同时又要简化制造工艺的方法只有在外形上改变水滴型外形或者使用双壳体。双壳体的主要目的就是：外壳保持艇型，内壳维持压力。直到二战末期部分潜艇的上甲板部，船首和船尾仍然加装一个很薄的外壳以维持外形。德国的U-XXI型是第一种完全双壳体结构的潜艇，而盟军仍然采用部分双壳体的结构。
二战之后，盟、苏双方在潜艇的结构上开始分离。苏联将原来的与盟军相似设计结构设计方式转为了双壳体结构。值得一提的是从“铁幕”落下至苏联解体，乃至现在，双壳体结构仍然是苏联/俄罗斯潜艇设计结构的“必须结构”。相比之下，美国以及其他西方潜艇则开始转向全面单壳体的设计方式。通过材料学以及流体动力学的长期进步，西方潜艇普遍做到了以单耐压艇体抵抗压力，维持形状和内压得能力。西方潜艇虽然称为单壳体结构，但实际上大多数潜艇的艇首和艇尾需要加装一层“轻壳”。
双壳体的优势在于对耐压艇体材料要求度比单壳体要低很多，而且可以布设很多耐压设备，诸如声纳探头布设非耐压艇体中，这样不仅减小耐压艇体内的空间而且还能大大减小耐压艇体由于运转这些设备时产生抗压力下降和耐压艇体形变。在实战中，潜艇一旦受到震荡，撞击等时候，外部壳体虽然可能遭到毁灭打击，但由于其有效保护了内部耐压艇体，造成潜艇的安全性得到有效保护。同时外壳体内部加装消声材料也可以大大降低内部噪音，提高安静能力。再有就是双壳体结构的潜艇储备浮力都很大，抗沉性都普遍高于单壳体潜艇。
不过相比之下，双壳体的弊端也非常凸现。首先双壳体潜艇的排水量都偏大，这造成了潜艇阻力和噪音的增大。其次双壳体结构的焊接工艺的要求和耗费要比单壳体高很多，这样无形中增加了潜艇的制造周期和降低性价比。但值得一提的是，苏联曾考虑过制造单壳体的阿尔法级核潜艇以提高其航速和减小排水量，而美国近些年来也开始打算制造双壳体结构的潜艇以提高装载能力，安静性和操作性。

## 潛艇的武裝

### 魚雷
魚雷是潛艇使用的武器當中最普遍也是歷史最悠久的一種。直到目前為止，魚雷仍是潛艇最常見的武器。
在第二次世界大戰中期以前，魚雷是沒有任何導引裝置，發射出去之後只能依照設定的方向與深度持續前進，直到動力用尽或是與目標接觸為止。中期以後魚雷開始有最初的導引系統協助提高命中率，即使如此，魚雷在二次大戰結束前的主要目標還是水面艦艇。
二次大戰之後魚雷的發展趨勢有兩個主要的方向。第一個方向是導引系統的引入與成熟化，第二個方向是在動力系統上的改進以提高射程和速度。目前魚雷的導引系統當中最普遍的是聲納，可以說絕大多數的魚雷都是使用聲納搜索與追擊目標，另外一種則是以水面船隻通過之後留下的浪跡作為導引的訊號來源。在導引的型態上面又分成有線與無線兩類。
有線導引魚雷多使用在潛艇上面，顧名思義，魚雷的後端有導線與潛艇相連接，在發射之後潛艇的射控系統得以將控制指令經由導線傳遞給魚雷，這樣可以利用更精確的控制魚雷攻擊目標。必要的時候，潛艇可以直接切斷導線，讓魚雷自行以主動聲納標定與攻擊目標。
無線導引魚雷多使用在水面艦艇和火箭助飛魚雷上面，魚雷在發射進入水中之後立刻以主動聲納搜索，發射的飛機或者是船艦對這枚魚雷不再有任何控制的能力。
二戰結束前的潛艇多在前後都有魚雷發射管，除了提高魚雷的總攜帶量以外，還可以增加潛艇的發射火力。這個設計在二戰之後逐漸消失，取代的是集中在艇首的魚雷發射管。隨著聲納的體積與空間的需求改變，艇首的位置又被聲納所取代，因此近代的潛艇的魚雷管的配置位置很多是在接近艇首的兩側。
潛艇上發射魚雷的方式有兩大类：氣壓射出與自行游出。氣壓射出就是說利用壓縮空氣與活塞作用的原理，將魚雷由發射管彈射出去。自行游出是讓魚雷以自己的動力離開發射管。
魚雷的引爆方式也有兩種：接觸引爆与磁性引爆。魚雷對於水面船隻產生殺傷力的最主要來源是水壓的劇烈變化引發船隻結構受損，而非直接撞擊船隻在水面下的部分。一般魚雷多有這兩種引爆方式。
潛艦用魚雷攻擊前，一般使用向量三角形來計算目標的速度、移動的位置，潛艦須朝未來位置發射魚雷，依據目標航線、速度，計算後以得出與魚雷發射後的相會之處。攻擊過程一般分為「接觸」、「攻擊」、「迴避」三個階段，潛艦必須一邊接觸敵人，一邊進行目標運動分析，等到達發射地點時再擊發魚雷，發射魚雷後便要立刻脫離戰場迴避。

### 火炮

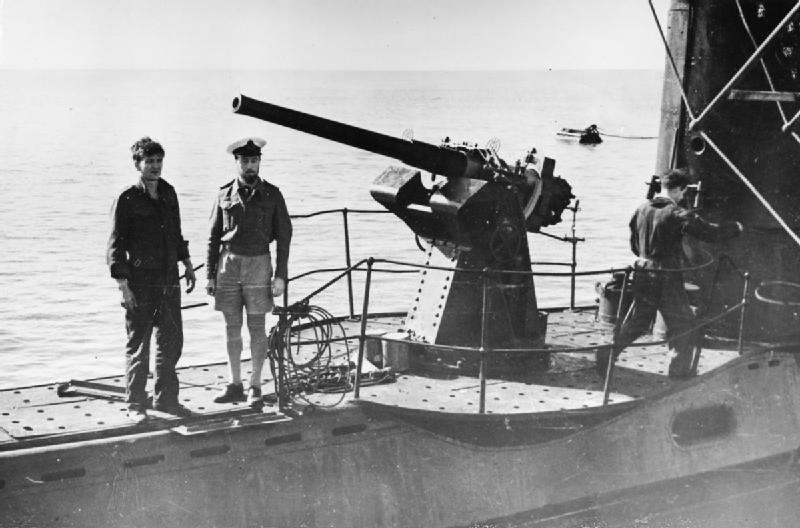
英国皇家海军潜艇尤纳号上的甲板炮

火炮是早期潛艇的主要武器之一。早期潛艇的噸位較小，攜帶的魚雷數量有限，火炮的作用在於輔助魚雷，增強潛艇的火力。一般來說，潛艇上的火炮主要是用來警告無武裝的船隻停止下來接受檢查或者是攻擊無武裝的船隻以節省魚雷的消耗量。
第二次世界大戰末期，為了要對付盟軍的反潛機，德國的U潛艇還加裝專門對空射擊的高射機槍或是高射機砲。大戰結束之後，火炮逐漸從潛艇上消失，現在的潛艇已經完全看不到任何火炮的設置。
二次大戰中最有名的潛艇火炮當屬德國使用的88毫米炮，他之所以會有名是因為很多人誤以為這款火炮也同時被德國陸軍做為高射炮與反坦克炮。其實除了口徑相同之外，這一門火炮和陸軍的88炮是沒有關係的。

### 导弹

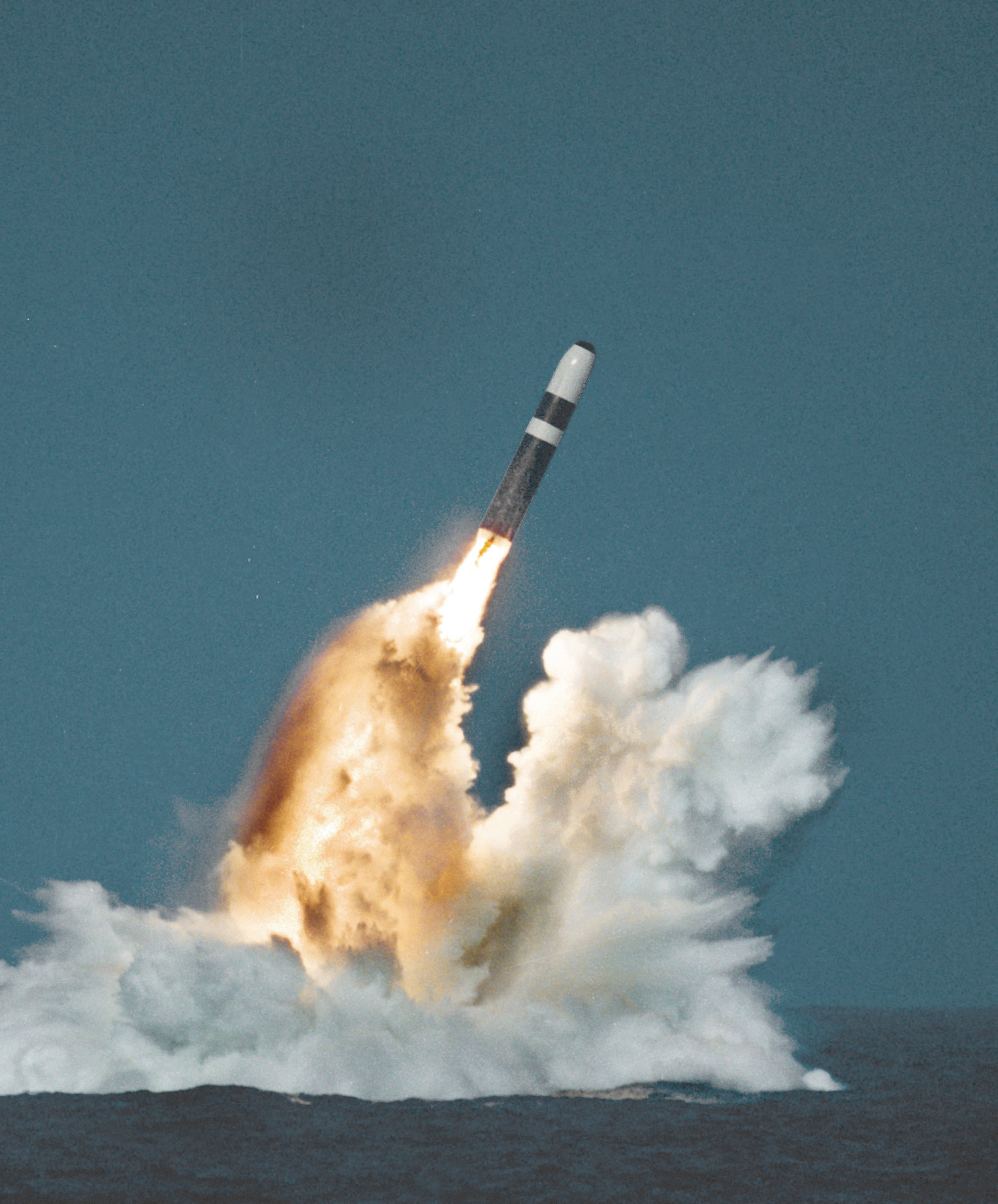
潜艇发射三叉戟II型导弹

导弹使用在潛艇上是在二次大戰之後的新發展，不過最早的試驗還是在二次大戰時期，德國企圖將V2火箭由U-潜艇上發射，只是這個試驗並未實用化。
目前最常見的潛艇發射（潛射）导弹包括：潛對地彈道导弹，潛對地巡航导弹以及潛對艦反艦导弹這三種。潛對空飛彈有少數國家嘗試安裝使用，採取的方式是將單兵使用的攜帶型防空导弹改裝到潛艇上面，發射的時候依照改裝的方式，潛艇可以在水下或者是必須在水面上操作。基本上潛射對空飛彈目前不普遍也不算非常實用。
潛艦發射的反潛飛彈嚴格來說不算是飛彈，因為有導引裝置在推進火箭前端的魚雷，火箭本身只負責推送魚雷到指定的區域，在功能和作用上與水面艦艇使用的反潛火箭相同。

### 水雷

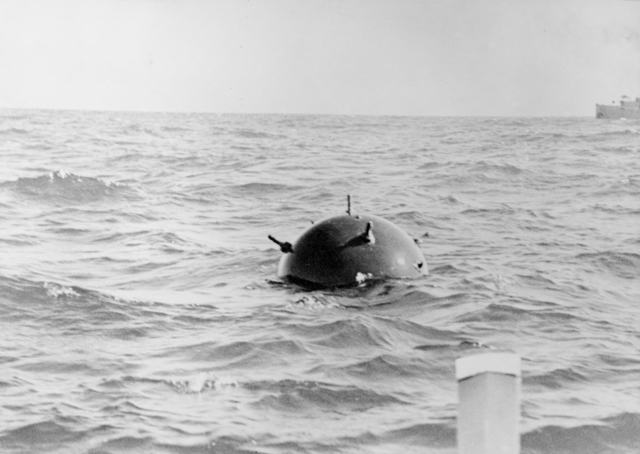
二战时期德国布设在澳洲水域的水雷（AWM 304925）

以潛艇作為佈置水雷的載具相當常見，利用潛艇隱密的特性，到指定的水域部署攻擊性或者是防禦性的水雷網。早期的水雷有利用魚雷管發射佈置，或者是外掛在潛艇的艇身以外。現代的潛艇則都是利用魚雷管布放水雷。

### 艦載機

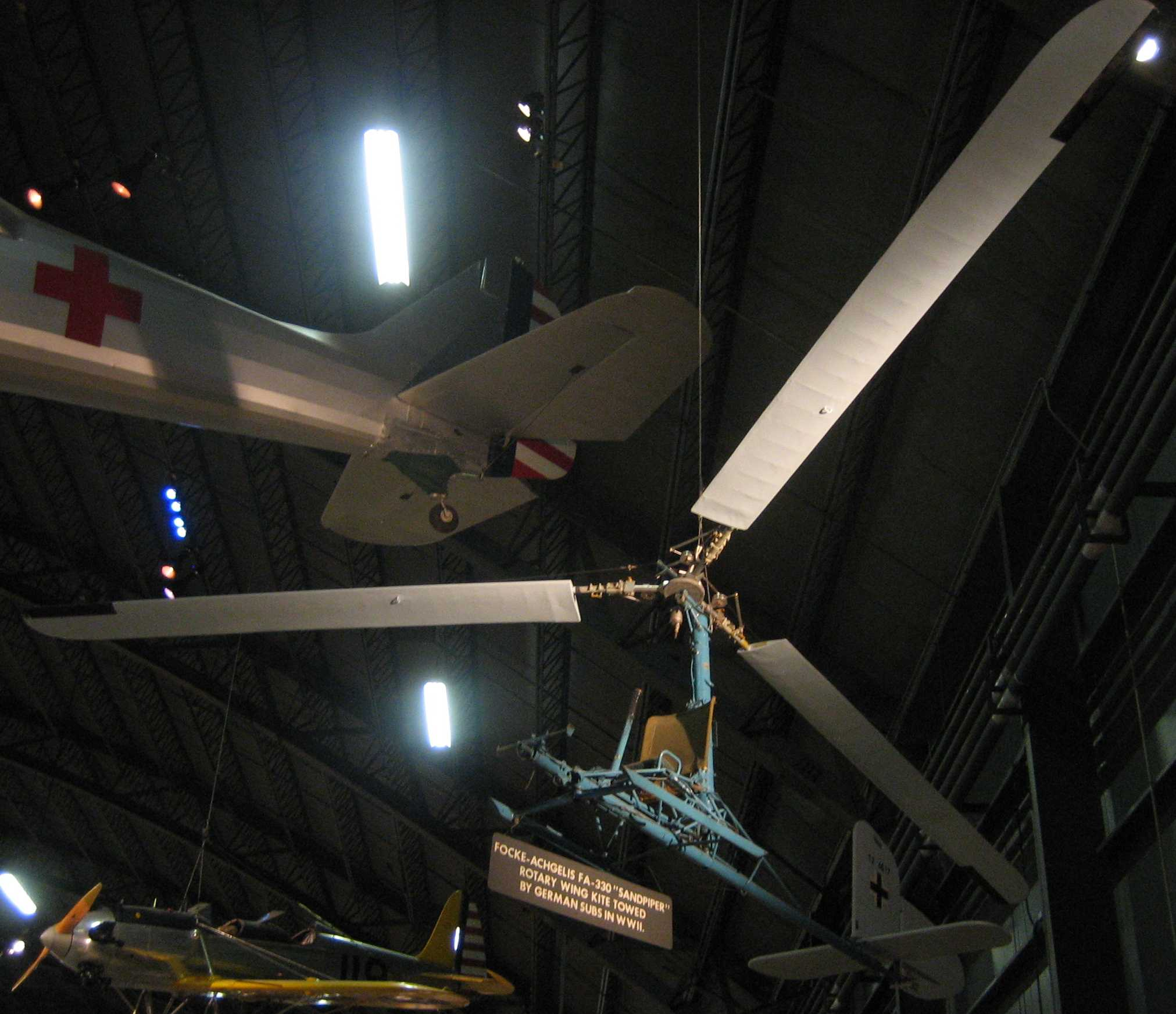
Fa-330

潛艇即使在浮出水面時，提供艇上觀測的高度遠低於一般的水面艦艇，因此在配備雷達與其他電子搜索裝置以前，潛艇的有效偵測距離相當的短。為了改善這個缺點，搭載艦載機作為輔助觀測手段曾經被許多國家考慮過。
最早將潛艇與飛機搭配使用的是一次世界大戰時的英國與德國海軍，他們將水上飛機裝載於潛艇上，當潜艇下沉之後就可以讓飛機自行起飛。完成任務之後，飛機可以選擇返回陸上機場，或者是在海上降落，在乘員脫離之後將飛機鑿沉。
二戰時期納粹德國海軍曾少量使用無動力自轉旋翼機－「Fa-330」執行偵查與導航。「Fa-330」與直升機類似，但構造簡單的多。觀測員坐在沒有機身保護的座位上，頭上是三葉旋翼，操縱裝置僅能控制旋翼的共同傾角以及方向舵，升力源自潛艇纜繩牽引產生的氣流，同時纜繩內嵌電話線以便觀測員與母艦通訊。「Fa-330」平時可摺收存放，使用時可以迅速組裝完成。在盟軍反潛機數量與涵蓋範圍大增後，「Fa-330」不能對其預警而使效果不彰。

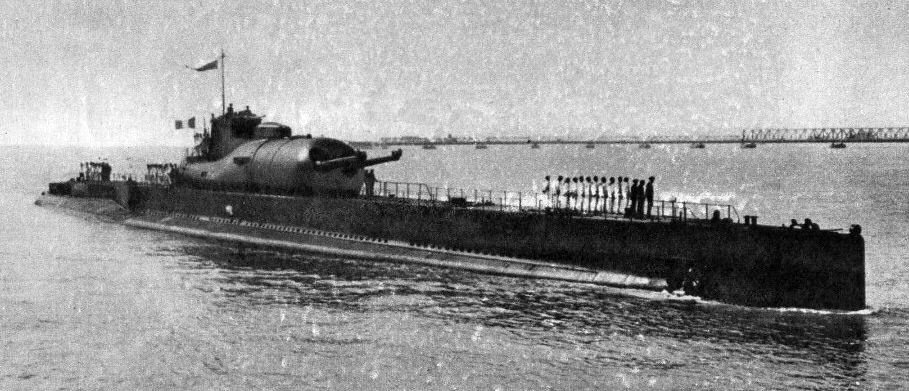
速科夫號潛艇

1934年法國海軍的「速科夫號潛艇（N N 3）」是潛艇搭載艦載機成功但不成熟的例子，「速科夫號」搭載一架「貝松MB.411（Besson MB.411）」水上飛機可拆解收納於指揮塔後方的機庫，後方配有起重機協助起降回收作業。搭載「貝松MB.411」主要目的是作偵查用，但實際上卻很少使用上，甚至機庫常未搭載該機而代作倉庫。「速科夫號」服役時是當時最大的潛艇，全長110公尺，全寬9公尺，除了有專門搭載的艦載機與其機庫外，指揮塔前還裝配了一座應只有水面艦艇才會配上的203公釐連裝炮，並有12具魚雷發射管，並可裝載數艘小艇，水中排水量達4,304噸，因為是潛艇未受當時的華盛頓海軍條約才能有此規格，開發的目的是要斷切敵方海運路線，據說其自恃力可達90天。儘管「速科夫號」有如此驚人的設計，但本身卻極少參戰，不少專家認為該艦本身就大幅欠缺戰術實用性，不論是203公釐連裝炮還是貝松MB.411水上飛機其準備作業都過於複雜且耗時，極難有效展開攻擊，而龐大的艦身並搭載不利潛水的巨炮讓其隱蔽性大減。「速科夫號」最終在1942年2月18日於巴拿馬運河附近沉沒，船員全數罹難，肇因美國與法國最初的調查報告是其在高速航行時被一艘美國貨輪撞上，但後來法國另有一份調查報告認為是受到美國飛機意外的攻擊造成。

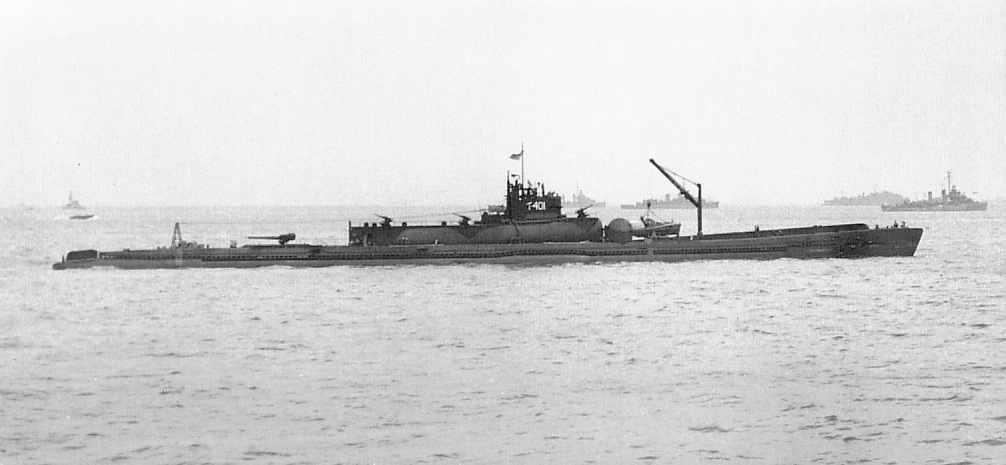
伊四〇〇型潛艦，至21世紀前仍是最大的柴電動力潛艇

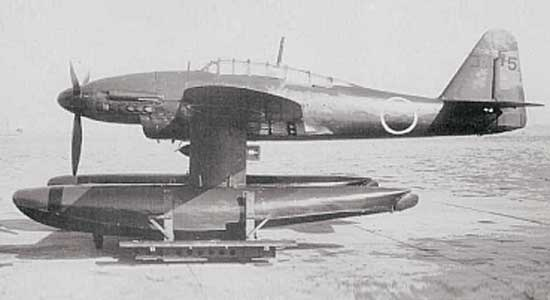
晴嵐攻擊機

至今潛艇搭載艦載機成熟度最高的例子是二戰時期大日本帝國海軍打造的「伊四〇〇型潛艦」。「伊四〇〇型」設計上能搭載3架「晴嵐攻擊機」，「晴嵐」平時可拆解收納於指揮塔內的隧道式機庫，機庫艙口設於指揮塔前部並有一具飛機彈射器固定於艦首甲板上，起飛準備作業預計最快僅需3分鐘，艦內裝配溫度足夠隨時可讓「晴嵐」使用的燃料槽。「晴嵐」是1943年研發完成的潛艇搭載用水上艦載攻擊機，可掛載一枚800公斤的魚雷或炸彈，最大航程達1,540公里，機翼可翻折與機身貼合，浮筒另外收納。由於「伊四〇〇型」設計上僅內建簡易起重機，不易將「晴嵐」回收艦內，因此計畫「晴嵐」完成任務後通常飛往附近有回收水上飛機功能的艦艇或水上飛機場進行回收而不返回母艦，如果無法到可回收的地方，機員則會降落在水面待由母艦或其他艦艇接送後將機身鑿沉拋棄，而其浮筒亦可在飛行中拋棄以強化性能，除了測試與演習，或是罕見的許可狀況，「晴嵐」一般是沒計畫返回「伊四〇〇型」內。「伊四〇〇型」完工後成了至今最大的常規動力潛艇，全長122公尺，全寬12公尺，水中排水量達6,560噸，自恃力預計達120天。1943年到1945年間日軍共完工3艘「伊四〇〇型」（伊四〇〇、伊四〇一、伊四〇二），另外3艘同型艦（伊四〇三、伊四〇四、伊四〇五）因各原因而最終停止建造並解體，並變更計畫改裝部分「伊九型潛艦」為可搭載2架「晴嵐」的「伊十三型潜舰」。原本下令研發「伊四〇〇型」的山本五十六將軍是計畫用其攻擊巴拿馬運河以斷絕盟軍運輸捷徑，然而在「伊四〇〇」完工下水了時日軍的戰力與經濟已每下愈況，「山本」也已遭伏擊陣亡，原先的計畫已無意義。1945年7月23日「伊四〇〇」與「伊四〇一」「晴嵐」滿載前往波納佩計畫攻擊烏利西環礁執行首場任務途中日本宣布投降，兩艦艦長下令拋棄所有魚雷與艦載機後艦隊被美軍發現接收，同年10月返回佐世保，1946年1月兩艦被美軍帶回美國本土作技術調查，最後在夏威夷近海做靶艦擊沉，「伊四〇二」則在港內因空襲受損，維修中迎接終戰，1946年4月1日在東海被美軍做靶艦擊沉。雖然「伊四〇〇型」未成功執行過任一場任務，但一些專家分析依當時的軍事技術「伊四〇〇型」也許能做出有效的戰略打擊，其設計上的戰術實用性遠比「速科夫號」高得多，也讓「伊四〇〇型」被最多人公認的「航空潛艦」，假若「伊四〇〇型」有成功出擊過，可能對戰局過程產生影響。雖然「伊四〇〇型」已全遭擊沉，日軍當時的資料也盡乎銷毀，其機密技術已失盡，但卻帶給世人以潛艇執行攻擊地面的概念，間接促成今日的彈道飛彈潛艇開發。
儘管現在並無任何潛艇設計上可裝載飛機，雷達等電子偵蒐系統讓潛艇自身有足夠的偵察能力，「伊四〇〇型」帶來的新概念也被將艦載機換成飛彈來延續，但在潛艇搭載飛機的想法並未徹底斷絕，仍有少數開發潛艇艦載機甚至航空潛艦想法的計畫，但都因技術困難度與成本過高等問題而無告而終。在大眾文化的作品裡，有不少虛構的潛艇設定上有搭載艦載機。

## 军用潜艇的类别
軍用潛艇有幾種分類方式。可以按照潜艇大小分类為：大型（排水量在2000吨以上）、中型（排水量在600－2000吨）、小型（排水量在100－600吨）和袖珍（排水量在100吨以下）潜艇。若按照使命分类，則可分為攻击型潜艇、巡航导弹潜艇和弹道导弹潜艇。按船体结构分类的話，有双壳潜艇及单壳潜艇（详细参见结构一段）。若按潜艇动力分类，則可分為柴电潜艇、核潜艇（详细参见动力一段）。

### 攻击型潜艇
自从海龟号尝试攻击敌舰之后，潜艇就一直被视为一种海下攻击的利器。所谓攻击型潜艇其实是区别战略型潜艇而论的。这种潜艇主要的是以攻击敌方船只，潜艇等海上及海下目标为主要任务。通常很少具备，或仅仅拥有很少量级的对陆对空能力。这些潜艇主要的武备从早期的“凿船钻”，“触爆炸药”逐渐发展，直到一战前，鱼雷、水雷、以及甲板炮成为了潜艇的标准配备武器。随着二战后其德国U-潜艇的水下高速化发展，甲板炮自U-XXI型之后退出了历史舞台。
随着二战的结束和冷战“铁幕”的落下，攻击型潜艇以其相对廉价，稳定性强以及其本身的攻击性成为了当时美苏双方侦查情报，探寻追踪敌方战略潜艇（弹道导弹潜艇）的重要武器。尤其在核动力登上潜艇之后，攻击型潜艇可以说进入了一个新纪元，当鹦鹉螺号下水服役之后参与的演习，让当时所有反潜专家惊讶其性能，二战时期的大多反潜方式都无法对抗鹦鹉螺号。自此之后美国宣布不再建造任何常规动力潜艇。而相对于美国来说，苏联的潜艇安静度一直与美国潜艇有一定差距。但世界上普遍认为美国建造的海狼级核潜艇和苏联建造的阿库拉-猎豹级核潜艇都代表了当前单壳体攻击型潜艇和双壳体攻击型潜艇的最高水平。
因為研發出可以用魚雷管發射的巡航導彈，所以沒有專用的導彈發射器的攻擊型潛艇，在上世紀七十年代晚期起，成為了潛在的戰略武器被受到器重。

### 弹道导弹潜艇

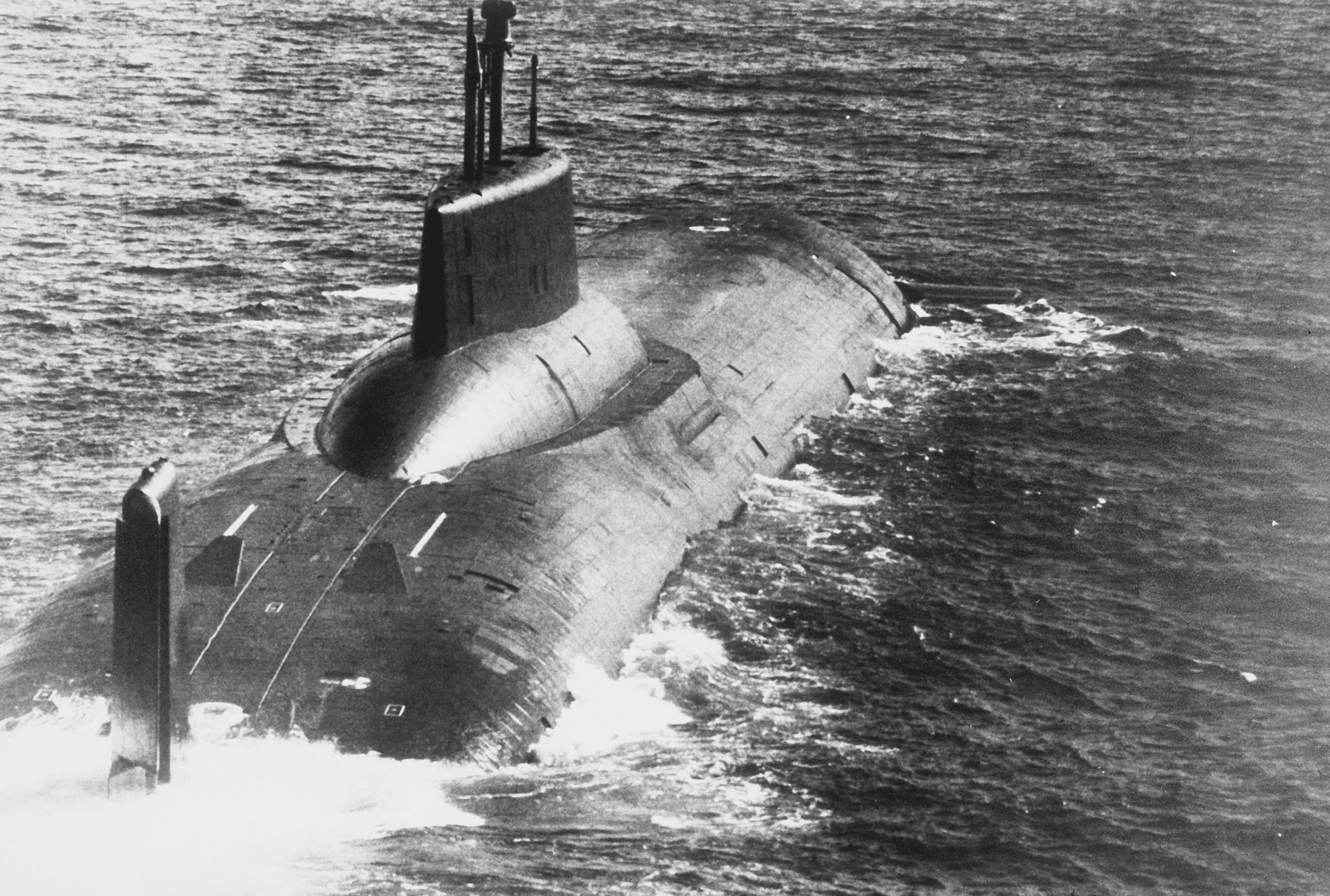
台风级核潜艇

随着潜艇的发展，而另一种武器——导弹则成为了潜艇发展的另一个方向，其中潛射彈道導彈發展較早和成熟。V-II导弹成为了德国人理想潜艇的利器，二战后期德国人曾开始研究将潜艇安装上导弹，而这个研究项目的资料也随着战争的发展而成为了美国人的战利品。
弹道导弹潜艇是冷战“相互保证毁灭”思想的重要工具。旨在当我方遭受到敌方毁灭性的核打击，陸射彈道飛彈和空基战略轰炸机等核武器投射力量已经被毁灭之后，弹道导弹潜艇作为隐蔽的核攻击力量给与敌方毁灭性的打击，这被称作“第二击”。
自从二战时德国试验潜艇发射V型导弹的试验資料英國、美國、蘇聯皆有得到片段資訊，各國在二戰後都积极于潜艇发射导弹的实验。美苏经过了早期巡航导弹的试验之后，双方都开始了潜艇发射弹道导弹的研究。尤其是美国，由于1964年至1970年代，美国的潛射彈道飛彈技术突飞猛进，此段時間潛艦裝設的飛彈關注重心都放在彈道飛彈計畫，擱置了巡弋飛彈的開發項目。而在更之前的1959年，美国第一个弹道导弹核潜艇喬治·華盛頓號彈道潛艇投入服役。配備了射程2,600公里的UGM-27北極星飛彈。而相比之下苏联在弹道导弹潜艇技术在很长久一段时间都落后于美国，苏联的第一艘弹道导弹潜艇（G级）虽然在1957年下水服役，比华盛顿号早，但其动力则为柴电动力，而且其装载的P-11ФM导弹射程仅为150公里，改装之后也才560公里，同時也不能進行水面下發射。在1970年代時，美蘇兩國的弹道导弹潜艇数目與搭載裝有核子彈頭的彈道飛彈力量都突飞猛进，而相比较于美苏来说的其他国家则相形见絀。
在幾個核子武器主要持有國，英國的彈道飛彈潛艦在1963年北極星飛彈出售協議簽訂後，得到美國的政治承諾與技術分享，因此並未持續投資在開發國產彈道飛彈，而決定全面採用美國開發的北級星飛彈和三叉戟系统作為本國的第二擊工具。法国和中国则決定採独立发展的路徑獲得完全的核戰力自主。法国自行研制的第一代彈道飛彈潛艦可畏級核子彈道飛彈潛艦於1971年服役，第二代凱旋級核潛艇在1990年代服役取代舊型艦。中国自行研制的092型潜艇于1981年下水，配備的巨浪-1型导弹系统則是到1990年代才完成驗收開始量產。解放軍第二代核子彈道飛彈潛艦則是094型核潛艇，该潜艇使用的是巨浪-2型导弹。

### 巡航导弹潜艇

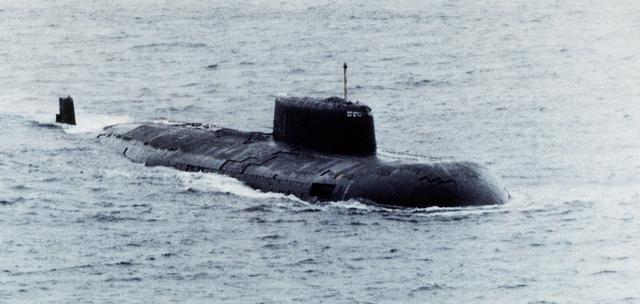
奥斯卡级核潜艇

巡弋飛彈潛艦是冷戰開始時問世的潛艦種類，最初也採取水上發射設計。但受到巡弋飛彈導引設計的高技術門檻，因此配備的進度晚於彈道飛彈潛艦。水下發射技術在彈道飛彈潛艦開發過程中已完成突破，精密目標導引科技與小型推進發動機則是在1980年代後逐漸成熟，冷戰後巡弋飛彈日益普及，成為潛艦的主力武器之一，而一些彈道飛彈潛艦也改變用途，作為專用於投射巡弋飛彈的載台。
1964年2月，美国在SS-348鳕鱼号上安装“天狮星巡弋飛彈”，进行了发射试验并取得成功。然而，開發核子武器與二次打擊戰略的指導，潛射彈道飛彈成為美軍開發的優先項目，潛射巡弋飛彈無論是射程或是精度上都無法得到軍方垂青，因此暫時被擱置。
相對於美國，蘇聯在開發巡弋飛彈上一直投注很大的心血，但是它們並非要對抗陸上戰略目標，而是要對抗海上的戰略目標：航空母艦戰鬥群。蘇聯是將巡弋飛彈潛艦作為長程反艦飛彈的載臺。
由於蘇聯評估它們缺乏足夠水面海軍兵力，所以很難消滅以美國為首的北大西洋公約組織國家水面艦隊，而這些艦隊是西方國家控制海權的重要關鍵，因此蘇聯千方百計地在開發反航艦戰術。在蘇聯的反航艦戰術教條中，可以在美國航艦戰鬥群外發動攻勢的長程反艦飛彈被蘇聯人視為最理想的反擊武器，而這種武器的最佳投射者為轟炸機與潛艦。1956年，苏联海军将一艘W级潜艇改装携带SS-N-3C型导弹并且成功进行了发射试验，随后苏联开始研制了第一级巡航导弹潜艇E级核潜艇，自此之后苏联发展了一系列巡航导弹潜艇。到了奥斯卡级核潜艇，苏联發展的巡航导弹潜艇非常完整。
美國重新為潛艦配備巡弋飛彈是在戰斧巡弋飛彈開發成功之後，由於精準打擊武器的效果在測試中已被認可，在1990年代以後的戰爭中備受肯定，美軍將各種軍事載臺皆整合了巡弋飛彈的發射功能。最早的巡弋飛彈潛艦是洛杉矶级攻击型核潜艇後期型，她們配備了12管戰斧巡弋飛彈發射管。隨後因核武控制協議的管制加強，美軍的戰略核子彈道飛彈潛艦總數超過需要佈署大量的洲際彈道飛彈規模，因此在2002年9月，美國將4艘俄亥俄级核潜艇彈道飛彈發射管改造為巡弋飛彈發射管，作為巡弋飛彈潛艦運用。而一般的核子攻擊潛艦美軍也開發了專用發射管套件，讓所有的攻擊潛艦都有巡弋飛彈的投射能力。

## 拥有军事潜艇的国家
直至2004年全世界各国官方宣称拥有军用武装潜艇的国家（排名不分先後）：
| - 英国 - 法國 - 德国 - 瑞典 - 荷蘭 - 義大利 - 挪威 - 保加利亚 - 丹麦 - 希腊 - 波蘭 - 葡萄牙 - 羅馬尼亞 - 俄羅斯 - 西班牙 - 乌克兰 - 阿尔巴尼亚 - 中国 - 日本 - 泰國 - 印度尼西亞 - 伊朗 - 越南 - 新加坡 - 印度 - 巴基斯坦 - 马来西亚 - 緬甸 - 土耳其 - 以色列 - 中華民國 - 阿尔及利亚 - 埃及 - 利比亞 - 南非 | - 美国 - 加拿大 - 阿根廷 - 巴西 - 智利 - 哥伦比亚 - 秘魯 - 委內瑞拉 - 美国 - 英国 - 法國 - 俄羅斯 - 中国 - 印度 · |

## 民用潜艇

### 科研用潜艇
潜艇最早原本就是用于水下探秘的一种工具。最早潜艇则是由潜水钟发展而来，潜水钟通常自身没有动力，需要水上船只托拽行进。但后来潜艇的军事化使得潜艇的民用用途一度停滞。
随后伴随二战结束以及对于海洋科学研究的兴起，民用科研潜艇复兴。在民用科研潜艇上，美国和日本的技术发展最为先进。1960年1月23日，美国人皮卡尔和沃尔什乘“里亚斯特—2”号，在太平洋的马里亚纳海沟潜到了10916米的深度，创下了载人潜水器下潜深度的世界纪录。1995年，日本“海沟”号在世界最深的马里亚纳海沟进行了水深达10970米的潜航，创下了无人潜水器的最深下潜纪录。

### 觀光用潜艇

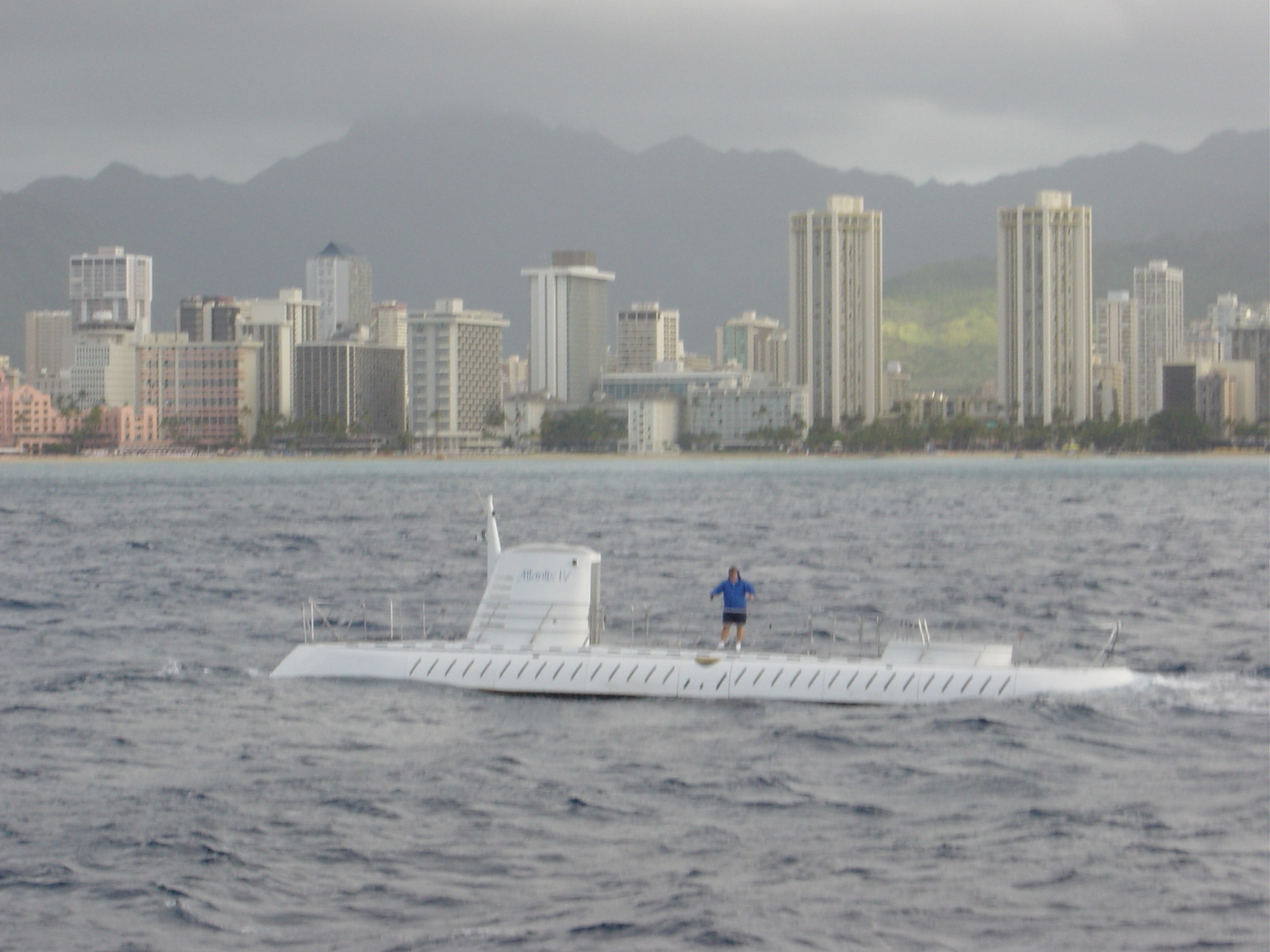
在美国夏威夷欧胡岛运作的亚特兰大观光潜艇

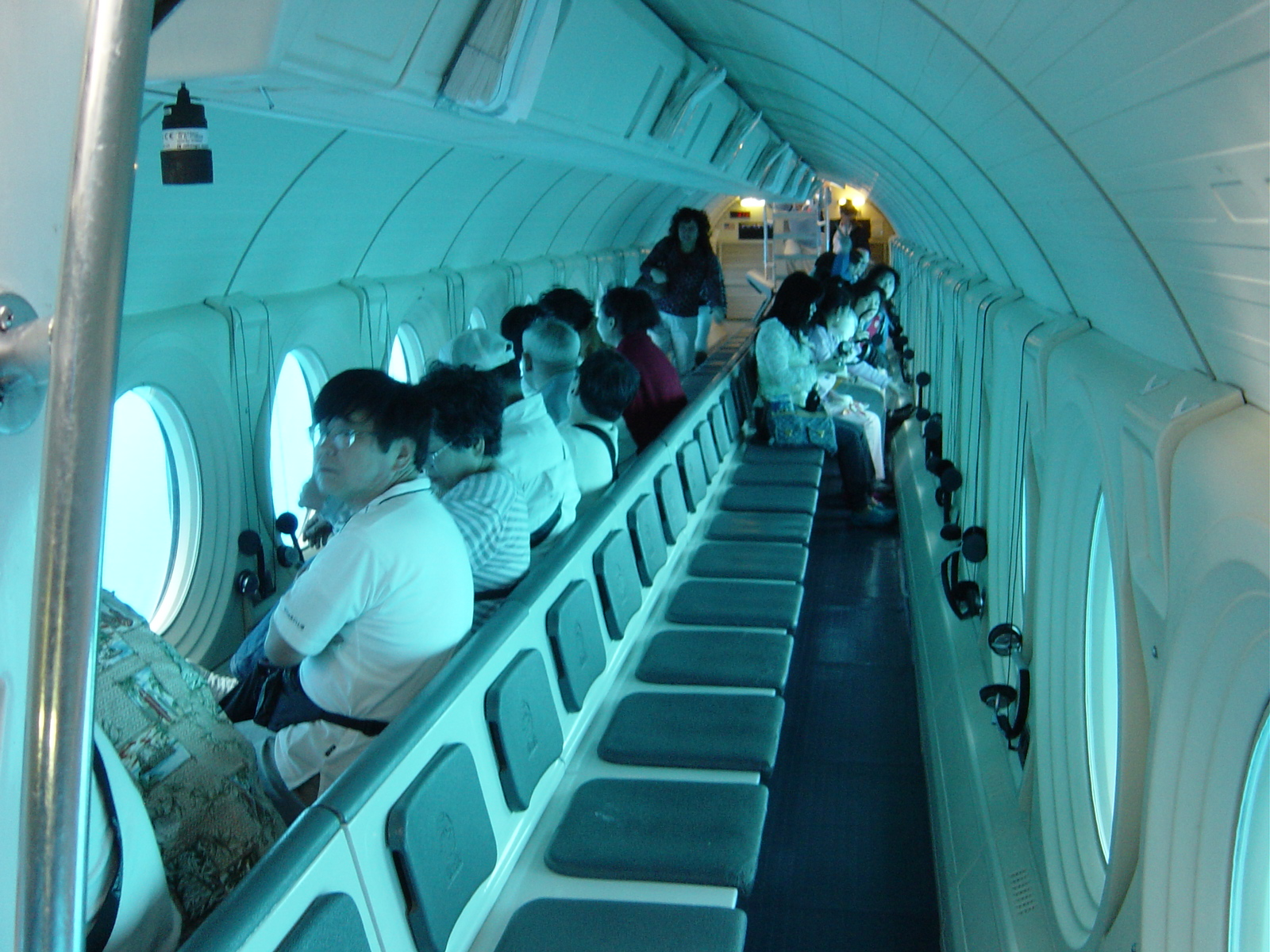
夏威夷亚特兰大观光潜艇内部

随着科技的发展和潜艇市场的开放，观光潜艇成为了一些富人的新式“移动豪宅”，同样也成为了一些靠海的热门旅游地的海峡观光设备。2007年7月，美国潜艇公司为俄罗斯富商，英超球队切尔西老板阿布建造完毕了一艘豪华水下游艇“凤凰1000”。这艘潜艇长65米，观景窗宽4.5米，可达到300米深度，室内总面积为460平方米，生活和娱乐设施一应俱全，包括会议厅、海底电话和卫星电视。据该公司称，如果客户需要，潜艇内部的豪华设备还可以包括按摩浴池、健身室、酒窖以及最多10个卧室。甚至可以设立一个艇内篮球场。公司宣称这种潜艇甚至可以躲避核战争，而价格则达到了8000万美元。
2006年，为了参观洞庭湖下的水下宫殿，千岛湖天清岛度假酒店出资3000万元人民币，购置了大连海韵潜游技术发展有限公司产的“天清号”观光潜艇。这种潜艇长24.1米，宽3.4米，载客48名。现在“天清号”已经投入观光使用。这是中国大陆第一次使用观光潜艇。同样的潜艇也向泰国芭堤雅出口了两艘，建造过程通过了美国船级社（ABS）的检验认证。
总部位于圣彼得堡的红宝石设计局设计制造了一种海下观光潜艇。这种潜艇被命名为“沙多克”（Sadko）。这种潜艇能装载40名乘客，安全下潜深度为100米，极限深度为200至250米，而通常则只在40米左右的深度潜行以保证安全，而且为每名乘员都配备了水下逃生设备。艇上有三名工作人员负责操控潜艇和乘客服务。自2001年开始这种潜艇在塞浦路斯投入观光服务。
此外，在夏威夷、海南岛等一些海滨观光地也拥有观光潜艇。

### 販毒潛艇
近年部分美洲的大型的毒販組織，為了減輕被發現的風險。也建造和使用了一些簡易的小潛艇來運毒，而在遠離陸地的大海時是由較大的水面船舶拖曳。這類設計都是些一次性使用的半潛艇，即沒有可以真正潛水的機能，但因為全艇極小只露出頂部，並用全電力推進不會冒煙便不會被發現。

## 当代大众文化中的潜艇

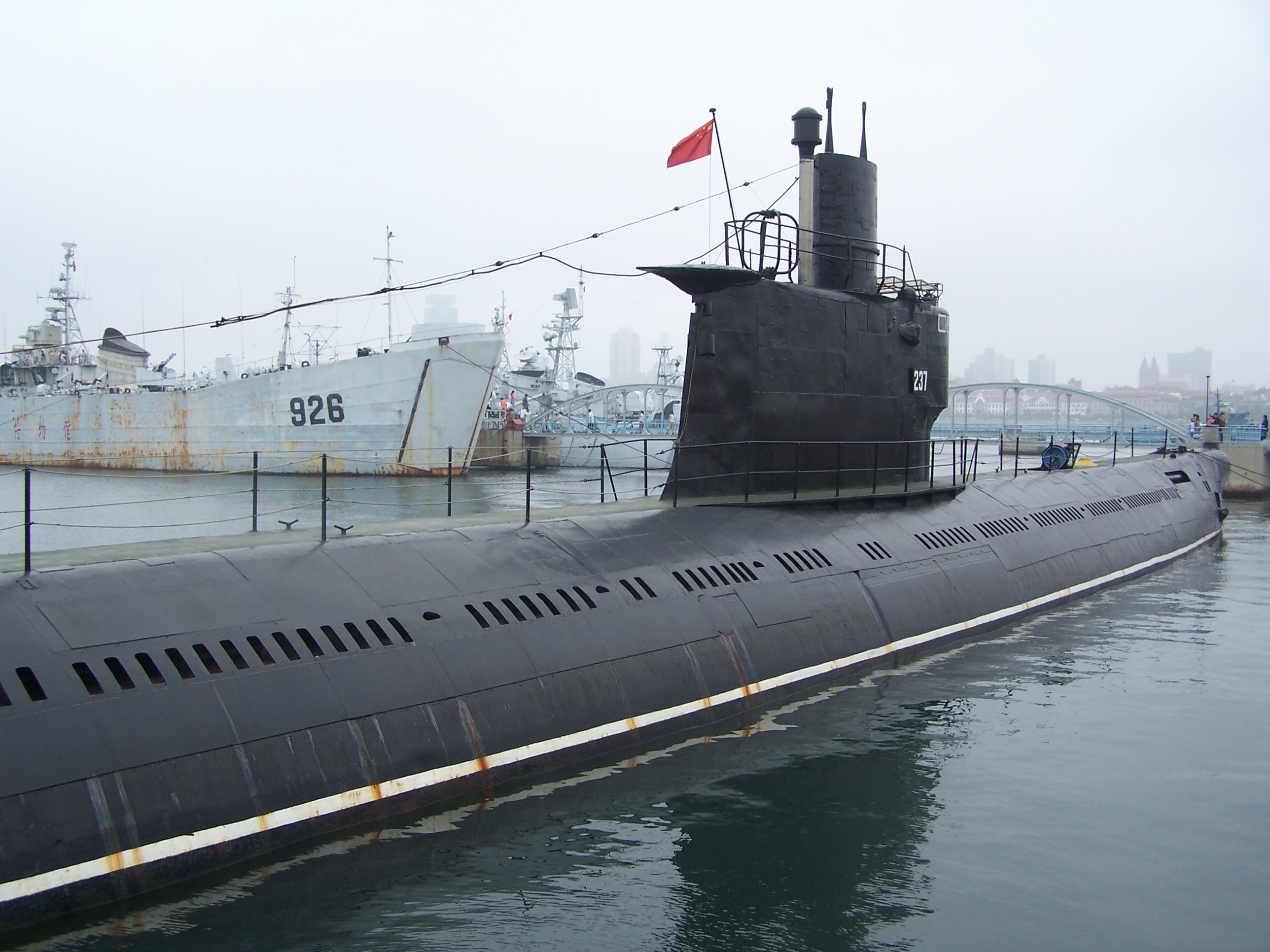
青岛海军博物馆内的退役潜艇

### 小说
关于潜艇最著名的小说莫过于儒勒·凡尔纳所著的《海底两万里》。书中描述了尼莫船长所指挥的鹦鹉螺号潜艇的游历。但实际上“鹦鹉螺号”这个名字则在更早的1800年被真实世界之中的罗伯特·富尔顿的潜艇鹦鹉螺号所使用，该潜艇也编入了美国海军的序列。
其他书籍：
- 海龙，弗兰克·赫伯特所著
- 猎杀红十月号，汤姆·克兰西所著
- 獵殺波將金號、颱風，馬克·約瑟夫所著
- 鲨鱼兵变，The Shark Mutiny
- 英国海军非可见号，HMS Unseen
- 世界大战Z，马克思·布鲁克斯所著
- 海狼号，USS Seawolf
- 恐怖夫人，Madame Terror
- 大北极Ice Station Zebra，阿利斯泰尔·麦克林所著
- 猎潜，Hunter Killer，杰佛里·简金所著
- 太平洋潜艇战（英语：Run Silent, Run Deep），小愛德華·比奇（英语：Edward L. Beach, Jr.）所著
- 潜艇驱逐战，Torpedo Run，Douglas Reeman
- 終戰的羅蕾萊，福井晴敏所著
- 颱風號
- 驚爆危機，賀東招二所著
- 木劍號突擊，理查．P．亨瑞克所著

请参看关于潜艇的小说分類。

### 漫画
- 沉默的舰队，川口开治所著，内容为一部关于美国战斗序列中的日本核潜艇所发生的故事。
- 蒼藍鋼鐵戰艦，Ark Performance所著，是以近未來的日本、潛艦為舞台的青年向SF海洋戰記漫畫作品。
- 青之六號，內容為人類跟海中變種魚人展開生死存亡的戰爭，而青之六號是一艘人類戰力最強的潛艇

### 电视剧
- 《波涛汹涌》本剧根据海军作家朱秀海同名长篇小说改编而成。
- 《霹雳艇》是20世纪70年代由格里·安德森创作的牵线木偶剧。故事的背景是关于未来潜艇艇员的故事。
- 雷鸟4号是格里·安德森（英语：Gerry Anderson）的电视剧《雷鸟神机队》中的潜艇。
- 海景号是欧文·艾伦德20世纪60年代电视剧海底漫游（英语：Voyage to the Bottom of the Sea (TV series)）的潜艇。
- 《深潜艇海皇后》是科幻小说《海底漫游》中的出现的潜艇。其中DSV全称为（Deep Submergence Vessel）。
- 《深海利剑》34集電視劇，於2017年開播，講述中國海軍「T計劃」（379艇真實故事改編）。

### 电影
潜艇类电影逐渐发展成为了一种影片流派。潜艇类电影之所以能发展起来主要是因为这个主题所涵盖的危险性，戏剧性和潜艇中由于幽闭恐惧所引申的一系列事件。潜艇类电影业通常拥有与反潜或者与敌潜艇进行紧张的“猫捉老鼠”类型战斗。
第一套潜艇类电影是由著名小说《太平洋潜艇战》改编的同名电影《太平洋潜艇战》。
比较现代的电影则有《猎杀红十月》、《从海底出击》、《U-571》、《深红潮汐》、《海底喋血战》、《巡弋舰艇》、《K-19：寡妇制造者》、《幽灵号》、《在敌之手》《暴风女神》及《潛艦獵殺令》等等。

#### 二战背景
- 《直搗東京》
- 《潛艇I-57號不投降》
- 《太平洋潜艇战》
- 《海底喋血战》
- 《巡弋舰艇》
- 《从海底出击》：一艘德国潜艇从出发执行任务到回港的整个经历。
- 《獵殺U-571》
- 《在敌之手》
- 《暴风女神》
- 《盛夏猎户座》
- 《鬼舰艇》
- 《没有出口的海》
- 《粉紅色潛艇》

#### 冷战背景
- 《鐵金剛勇破海底城》：007系列电影，讲述一艘皇家海军的弹道导弹潜艇被一个船业大亨偷出，以企图统治世界的故事。
- 《猎杀红十月号》
- 《K-19：寡妇制造者》：一系列天灾人祸降临苏联K-19号潜艇的故事。
- 《幻影計劃》

#### 冷战后背景
- 《深红潮汐》（Crimson Tide）
- 《幽灵号》

### 电子游戏
关于潜艇的电子游戏：
- 未来水世界，AquaNox
- 危险水域，Dangerous Waters
- 海底大战争，In the hunt
- 海王星行动，Operation Neptune
- 猎杀潜航系列，Silent Hunter
- 沉默猎手，Silent Service
  - 沉默猎手II，Silent Service II
- 潜艇小英雄，Sub Culture
- 狼群，Wolfpack
- 攻击潜艇688，688 Attack Sub
- 代号：冰人，Codename: Iceman
- 航海时代II，Age of Sail II
- 驱逐舰指挥官，Destroyer Command
- 太平洋風暴，Pacific Storm
- 汤姆克兰西攻击核潜艇，Tom Clancy's SSN
- 王牌飞行员：深渊，Aces of The Deep（PC版本）
  - 王牌飞行员：深渊，Aces of the Deep（Mac版本）
- 舰队指挥官，Fleet Command
- ，Command & Conquer: Red Alert
- 战斗位置：太平洋，Battlestations: Pacific
- 冰冷海域，Cold Waters，1980年代起，台湾各都市电子游戏场多有潜艇射鱼雷游戏台，玩家需先投铜板启动机台，眼贴鱼雷潜望镜，自有船舰十余艘浮现于你眼前，任你射击，若击中，该船会发震声动后爆炸沈沒，如同训练射鱼雷的隼度及瞬时按钮射击决断力
- 战舰世界，World of Warship

### 音乐
- 披头士乐队写了一首叫做Yellow Submarine（黄色潜水艇）的歌
- 鐵娘子樂團（铁娘子乐队）在她们的专辑No Prayer for the Dying中有一首歌「Run Silent Run Deep」
- 湯姆士樂團的专辑The Golden Age of Wireless中的歌「One of our Submarines」
- zz頂級樂隊的一个叫做「Submers」（潛水艇）的专辑中每一首歌都根据于一个潜艇的名称而命名。
- 普多写过一首名为「Wolfpack」（狼群）的歌，歌的内容基于纳粹德国的潜艇狼群攻击盟军运输队ONS-92事件。歌中提及的U-124潜艇在这次实践中一晚上击沉了4艘运输艇，歌中还提及了U-569，U-406和U-94艇。

### 飲食
- 赛百味（Subway）餐廳裡主打一種形容如潛水艇般份量大的“潛艇堡”。

### 列表
- U潛艇列表
- 苏俄潜艇列表
- 美國海軍潛艇級別列表
- 艦艇
- 航空母舰
- 砲艇

### 其他相关条目
- 英國E級潛艇
- 沉默的艦隊
- 柴电动力
- 核子动力
- 反潛作戰
- 深水炸彈
- 魚雷
- 反潛機
- 高強度低合金鋼（英语：High-strength low-alloy steel）（HLSA）
- 潛水艇逃生設備（英语：Submarine Escape Immersion Equipment）(潛艇逃生器)
- 無人遙控救援型潛艇
- 無人狼群式小型遙控攻擊潛艦。可搭載遙控發射型魚雷，或者本身就是一個超大型潛艦類魚雷。

### 相关书目
- 美國專利第708,553号 （页面存档备份，存于）- Submarine boat
- 汪玉、姚耀中.  第一版. 国防工业出版社. 2006年10月. ISBN 7118045535 （中文（中国大陆））.
- Gardiner, Robert. . Annapolis, Maryland: Naval Institute Press. 1992. ISBN 9781557507747. OCLC 30038068.
- Blair, Clay Blair. . Philadelphia: Lippincott. 1975. ISBN 9780397007530. OCLC 821363 （英语）.
- Lockwood, Charles A. . New York: Dutton. 1951. OCLC 1371626 （英语）.
- O'Kane, Richard H. . Chicago: Rand McNally. 1977. ISBN 9780528810589. OCLC 2965421 （英语）.
- O'Kane, Richard H. . Novato, California: Presidio Press. 1987. ISBN 9780891413011. OCLC 15366413 （英语）.
- Werner, Herbert A. . London: Cassell Military. 1999. ISBN 9780304353309. OCLC 41466905 （英语）.
- 姜来根. . 国防工业出版社. 1998. ISBN 7118018554 （中文（中国大陆））.
- 姜来根. . 海洋出版社. 2002. ISBN 750275692 请检查|isbn=值 (帮助) （中文（中国大陆））.
- 第一版. 哈尔滨工程大学出版社. 2000年12月. ISBN 781073101 请检查|isbn=值 (帮助) （中文（中国大陆））.
- Fritz Kohl, Eberhard Rossler. . Naval Inst Pr. 1991年6月. ISBN 1557508291 （英语）.
- . Jane's information Group Inc. 1958-1959~2004-2005 （英语）.
- . Naval Forces （英语）.
- . 1998 （中文（中国大陆））.
- . 海人社. 1995 （日语）.
- . 学習研究社. 1998. ISBN 9784056017670 （日语）.